# Leipzig
 (décembre 2024).
Leipzig (/lajp.sik/ ou /lajp.siʃ/ ; en allemand : /ˈlaɪp.t͡sɪç/ ) est une ville-arrondissement d'Allemagne centrale, au nord-ouest du Land de Saxe. Avec plus de 615 000 habitants (les Lipsiens) en 2022, elle est la ville la plus peuplée d'Allemagne de l'Est après Berlin, et la huitième ville du pays.
Leipzig est mentionnée pour la première fois en 1015 et sa fondation officielle remonte à 1165. Les foires commerciales de Leipzig, venues des foires impériales en 1497, ont joué un rôle majeur dans son histoire, faisant d'elle un centre commercial international. Du fait de sa position stratégique, Leipzig a toujours été un carrefour de communication, et aujourd'hui une plate-forme de correspondance aéroportuaire importante. La première ligne de chemin de fer importante d'Allemagne a été la ligne de Leipzig à Dresde, construite en 1839.
La ville fut le théâtre de la bataille des Nations en 1813, une bataille décisive des guerres napoléoniennes.
La ville a également joué un rôle important dans la chute du régime est-allemand en 1989, avec des manifestations massives pour la liberté et la démocratie.
Leipzig est connue comme la « ville de la musique ». Jean-Sébastien Bach y a vécu et travaillé, composant une grande partie de son œuvre religieuse. L'Orchestre du Gewandhaus de Leipzig, fondé en 1743, est l'un des orchestres symphoniques les plus renommés au monde.
La ville est également réputée pour son histoire d'édition, abritant autrefois de nombreuses grandes maisons d'édition allemandes et la Bibliothèque allemande, aujourd'hui intégrée à la Bibliothèque nationale allemande.
L'Université de Leipzig, fondée en 1409, est l'une des plus anciennes et des plus prestigieuses d'Allemagne.
Malgré de vastes destructions lors de la seconde guerre mondiale, et l'urbanisme de l'ancienne allemagne de l'Est, la ville possède un riche patrimoine architectural, avec des bâtiments religieux ou historiques comme l'ancien hôtel de ville de style Renaissance et le nouveau hôtel de ville du début du XXe siècle.

## Géographie

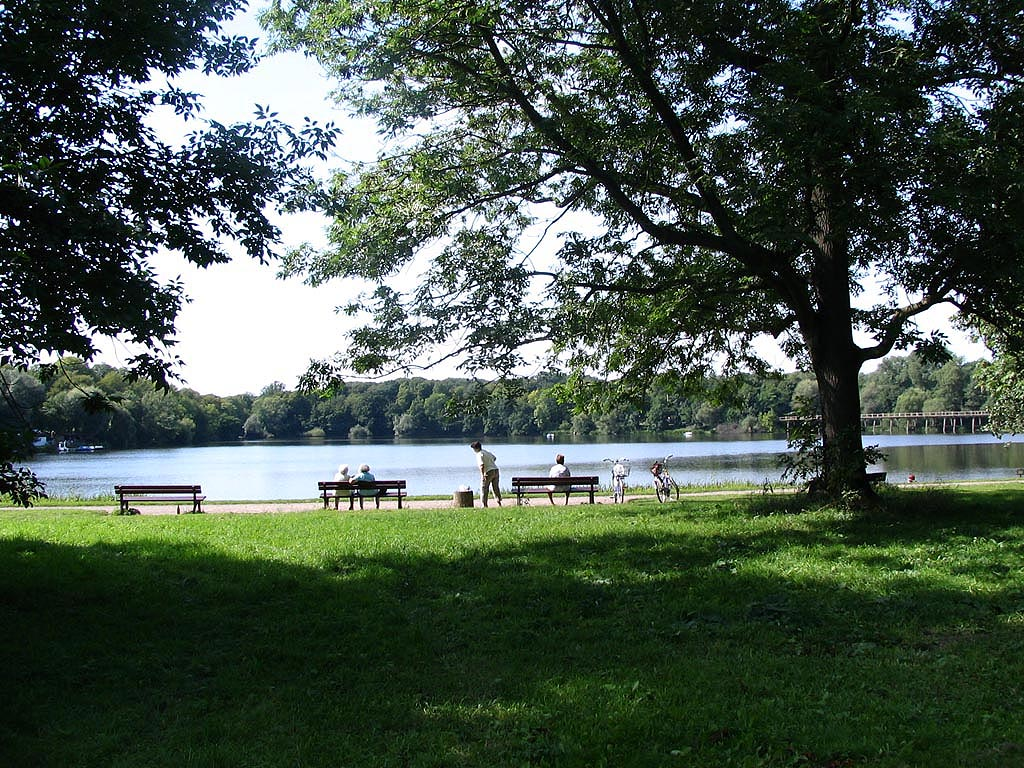
Leipzig est une des villes les plus sylvestres d'Allemagne. Ici sur les rives de la Pleisse.

Leipzig est une ville avec peu de relief, située dans le bassin lipsien. Le point culminant naturel de la ville est le Galgenberg (162,6 m). Il y a également de nombreuses collines artificielles comme le Fockeberg (153,3 m) créé par l'accumulation des gravats des édifices détruits par les bombardements alliés pendant la Seconde Guerre mondiale.
Leipzig s'étend sur 297,8 km2. Les terres agricoles, les eaux et forêts représentent plus de 50 % de la superficie totale. La ville a la particularité d'être traversée par une forêt alluviale de 2 424 hectares au confluent de la Pleiße et de l'Elster blanche qui séparent le centre-ville lipsien des quartiers occidentaux comme Böhlitz-Ehrenberg, Lindenau, Plagwitz ou Großzschocher. La forêt alluviale de Leipzig est une aire protégée de catégorie V et une des plus grandes ripisylves d'Europe.
Les anciens sites d'extraction de lignite à ciel ouvert qui caractérisaient le paysage du sud de Leipzig il y a encore quelques années ont été transformés par le Land de Saxe pour former le Neuseenland (« Pays des nouveaux lacs »). Les gigantesques fosses ainsi creusées ont été remplies d'eau. Ont été créés des équipements sportifs, de détente, des ports de plaisance et terrains de camping. Les 18 nouveaux lacs représentent une superficie de 70 km2. Le plus grand (436 ha), le plus proche de Leipzig et le plus fréquenté est le lac de Cospuden. Notons que quatre de ces lacs sont destinés à protéger la ville d'une éventuelle inondation.
L'occupation des sols en 2015 était répartie comme suit.

### Communes limitrophes
Leipzig est voisine d'autres grandes villes allemandes comme Halle (30 km au nord-ouest), Chemnitz (environ 70 km au sud), Dresde (environ 100 km au sud-est), Erfurt (environ 100 km au sud-ouest), Magdebourg (environ 100 km au nord-ouest) et Berlin (environ 145 km au nord).
Leipzig se situe à équidistance de trois capitales régionales, Erfurt, Magdebourg et Dresde, qu'elle dépasse pourtant en population. Leipzig tend à s'imposer comme une capitale économique suprarégionale.
| Schkeuditz           | Delitzsch, Rackwitz   | Jesewitz, Taucha   |
|                      | Leipzig               | Borsdorf, Brandis  |
| Markranstädt, Kitzen | Markkleeberg, Zwenkau | Großpösna, Naunhof |

### Climat
Leipzig possède un climat de type océanique, codé « Cfb » selon la classification de Köppen-Geiger. 

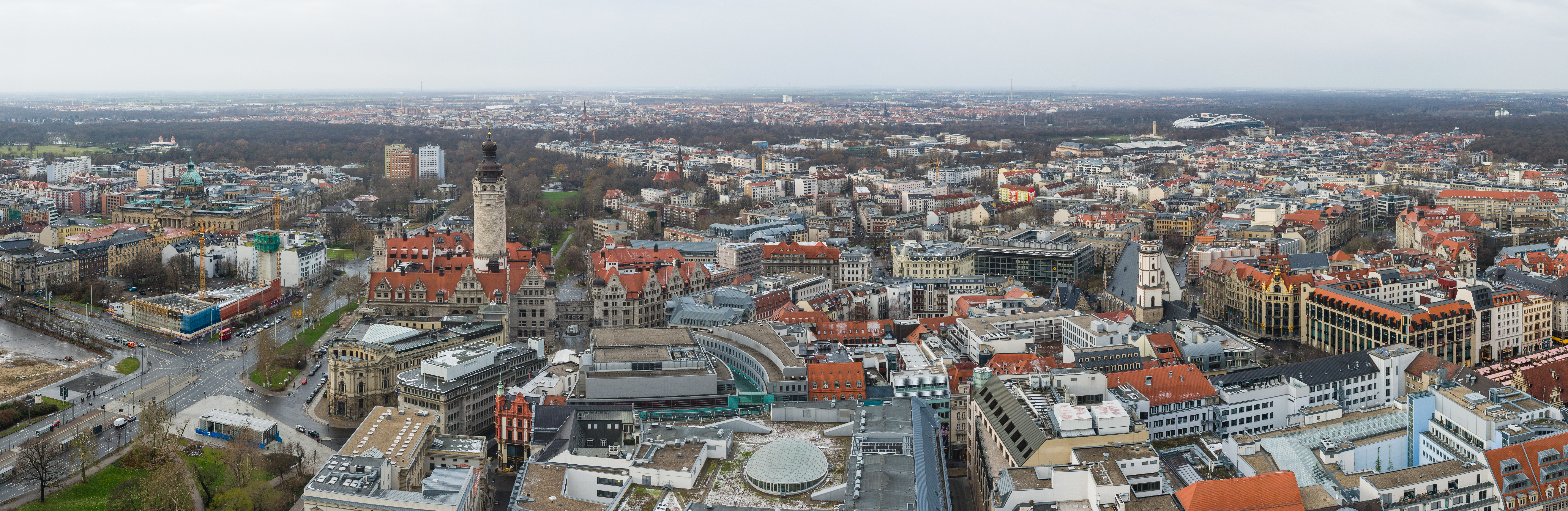
Panorama du centre-ville.

| Mois                              | jan. | fév. | mars | avril | mai  | juin | jui. | août | sep. | oct. | nov. | déc. | année |
| --------------------------------- | ---- | ---- | ---- | ----- | ---- | ---- | ---- | ---- | ---- | ---- | ---- | ---- | ----- |
| Température minimale moyenne (°C) | −1,9 | −2   | 1,2  | 3,7   | 8,1  | 11,4 | 13,3 | 13,3 | 10,2 | 6    | 1,8  | −0,7 | 5,4   |
| Température maximale moyenne (°C) | 3,2  | 4,1  | 8,7  | 13    | 18,6 | 21,5 | 23,7 | 23,9 | 19,3 | 13,7 | 7,2  | 4    | 13,4  |
| Précipitations (mm)               | 30,9 | 26,7 | 36,5 | 42,4  | 42,1 | 55,1 | 58,2 | 58,6 | 44,5 | 35,8 | 37,1 | 38,9 | 506,8 |

## Toponymie
Le nom Leipzig est issu du toponyme sorabe Lipsk qui signifie « le lieu près des tilleuls ». Pour les peuples slaves auxquels on attribue la fondation de la ville, le tilleul était un arbre sacré.
L'équivalent latin du toponyme est Lipsia (qui est toujours le nom actuel en italien) ; ce qui explique qu'en français, les habitants de Leipzig sont les Lipsiens. Le toponyme a déjà été historiquement nommé Leipsick en français, plus rarement Leipsic,, dans un contexte historique.
| Année                    | VIIe siècle – IXe siècle | 1015  | 1165 | 1220     | 1232   | 1402     | 1459      | 1494 | 1507    |
| Modification du toponyme | Lipsk                    | Libzi | Lipz | Liptzick | Lipzic | Leiptzgk | Leipczigk | Lips | Leipzig |

## Histoire
| Appartenances historiques Margraviat de Misnie 1165-1423 Électorat de Saxe 1423-1485 Duché de Saxe 1485-1547 Électorat de Saxe 1547-1806 Royaume de Saxe 1806–1918 Empire allemand 1871–1918 République de Weimar 1918–1933 Reich allemand 1933–1945 Allemagne occupée 1945–1949 République démocratique allemande 1949–1990 Allemagne 1990–présent |

### Histoire médiévale et moderne
Les origines de la ville remontent vers 900 et l'installation d'une colonie slave sur les rives de la Parthe. C'est en 1015 que Leipzig est mentionnée pour la première fois dans la chronique de Dithmar, évêque de Mersebourg, lorsque ce dernier relate la mort de l'évêque de Meissen. Mais la fondation de la ville en tant que telle date de 1165 lorsque le margrave Otto le riche de Meißen lui octroie le privilège d'organiser deux marchés annuels (Jahrmärkte) : le premier à Pâques, et le second à la Saint-Michel.
En 1409 est fondée l'université de Leipzig, l’Alma Mater Lipsiensis (la mère nourricière lipsienne), une des plus anciennes universités d'Allemagne.
En 1497, l'empereur Maximilien Ier étend les privilèges des (désormais trois) marchés annuels, en faisant des foires impériales ; concrètement, aucune ville dans un rayon d'environ 115 km n'a le droit d'organiser des foires. Fortes de ce droit, les trois foires de Leipzig se développent considérablement jusqu'à devenir les plus importantes d'Allemagne au XVIIIe siècle devançant celles de Francfort-sur-le-Main. Il s'agit des foires du Nouvel An, de Pâques, et de la Saint-Michel. Au XVIIIe siècle, constituant une véritable plateforme commerciale où s'échangent des marchandises de l'Europe occidentale, centrale, et orientale, de l'Empire russe et même de la Perse (par l'intermédiaire des marchands juifs de la Pologne-Lituanie). Au XIXe siècle, des marchands des États-Unis visitent régulièrement les foires. Le caractère international du commerce à Leipzig explique la présence (aujourd'hui encore) de nombreux consulats (États-Unis, Russie, France, Italie…).
En 1813, Leipzig est le théâtre de la bataille des Nations, une des plus grandes confrontations des guerres napoléoniennes (opposant 190 000 Français et Saxons aux 330 000 Prussiens, Russes, Suédois, Autrichiens), bataille qui se solde par une défaite de l’Empereur des Français.

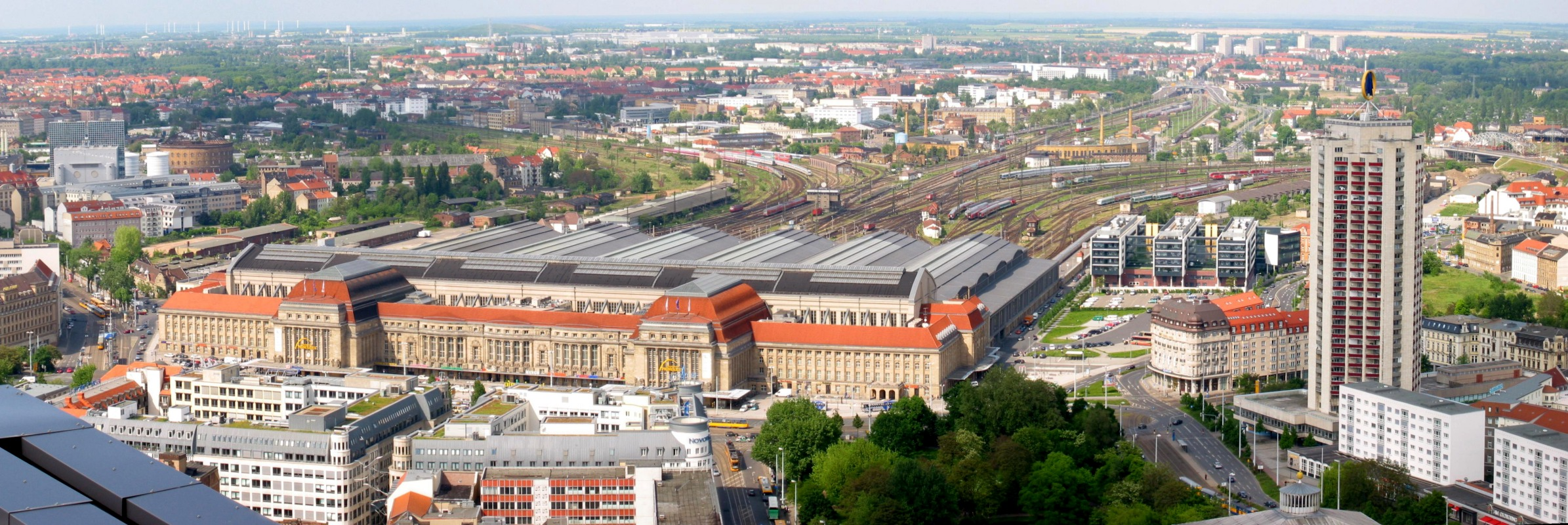
La gare centrale.

### Histoire contemporaine
Carrefour de communication, Leipzig est pionnière lors de l'avènement du chemin de fer, avec l'édification, en 1839, d'une première ligne jusqu'à Dresde alors la plus longue en Allemagne et la construction de la gare de Bavière, terminus de la liaison avec la Bavière. Leipzig est aujourd'hui l'un des nœuds ferroviaires les plus importants en Europe, sa gare de voyageurs, du début du XXe siècle, est l'une des plus importantes d'Europe.
Les expositions de la Foire technique dans le cadre de la Foire de Leipzig de 1920 à 1991 se sont déroulées au parc des expositions Alte Messe. Leipzig obtient le 20 décembre 1937 le titre honorifique nazi de « ville des foires du Reich ». Pendant la Seconde Guerre mondiale, Leipzig subit plusieurs bombardements aériens faisant 6 000 victimes. 60 % du centre-ville est détruit. Le 19 avril 1945, les troupes américaines de la 1re Armée prennent la ville avant de se retirer au profit de l'Armée rouge conformément aux accords passés.
Après la Seconde Guerre mondiale, Leipzig se retrouve en zone d'occupation soviétique, puis dans la RDA dont elle est la deuxième ville, après Berlin. En 1989, depuis l'église Saint-Nicolas, les manifestations du lundi, aux cris de « Wir sind das Volk » (« Nous sommes le peuple »), précipitent la fin de la RDA. Après la réunification, Leipzig devient une ville de l'État libre (Freistaat) de Saxe.
Le 12 avril 1996, est inauguré le nouveau Parc des expositions de Leipzig avec le pôle d'exposition et de congrès le plus moderne d'Europe. Aujourd'hui, Leipzig est une ville universitaire. Convaincante, elle est désignée ville-candidate de l'Allemagne, pour l'organisation des Jeux olympiques d'été de 2012. En 2006, le Zentralstadion a accueilli des matchs de la Coupe du monde de football de 2006, dont un opposant la France et la Corée du Sud.

## Démographie
Au Moyen Âge et à la Renaissance, la population de la ville a connu un accroissement lent et irrégulier, du fait de nombreuses guerres, épidémies et famines. Par exemple en 1639, 4 229 personnes, soit environ un quart de la ville, ont péri à cause d'une épidémie de peste. Avec les débuts de l'industrialisation au XIXe siècle, l'accroissement de population s'est accéléré. Il n'y avait que 32 000 habitants dans la ville en 1800. La barre des 100 000 habitants a été franchie en 1870, la faisant accéder au statut de Großstadt. En 1930 la ville comptait 718 200 habitants, ce qui est jusqu'à présent son record de population, qui a ensuite baissé jusqu'en 1939 à 707 000.
Durant la Seconde Guerre mondiale, Leipzig a été la cible de bombardements alliés. Au pire de ces bombardements, le 4 décembre 1943, 1 800 Lipsiens sont morts et 4 000 bâtiments ont été totalement détruits. Environ un cinquième de la population (140 000 personnes) était sans-abri. De par l'évacuation ou la fuite de personnes, les déportations ou les bombardements aériens, Leipzig a perdu environ 20 % de sa population (126 000 habitants). Le nombre d'habitants a baissé jusqu'en 1945 pour atteindre 582 000, a remonté jusqu'à 617 000 en 1950, et puis a régulièrement baissé dans la RDA jusqu'à la Wende à 530 000.
Entre 1990 et 1998, la population a accusé une baisse de 18 % due à une baisse de la natalité et à l'exode de nombreux Lipsiens pour atteindre 437 000 habitants. Entre 1998 et 2005, la population est remontée de 63 000 habitants, en partie du fait de l'inclusion de villages avoisinants à la ville de Leipzig. Dans les années 2000, l'immigration est aussi devenue supérieure à l'émigration. Leipzig comptait le 31 décembre 2010 exactement 522 883 habitants. Alors qu'elle était en 1939 la sixième ville d'Allemagne, elle est en 2010 à la douzième place.
Les statistiques ci-dessous donnent le nombre d'habitants pour la ville de Leipzig, qui a changé de taille au cours de l'histoire. Jusqu'en 1825, il s'agit le plus souvent d'estimations. À partir de cette date, les données proviennent soit de recensements globaux, soit d'extrapolation de statistiques par le Stadtverwaltung (jusqu'en 1944), par la Staatlichen Zentralverwaltung für Statistik (de 1945 à 1989) et du Statistischen Landesamt (à partir de 1990).

### Évolution démographique

Évolution de la population lipsienne de 1871 à nos jours.

| 1165 | 1466  | 1507  | 1600   | 1699   | 1750   | 1800   | 1825   | 1852   |
| ---- | ----- | ----- | ------ | ------ | ------ | ------ | ------ | ------ |
| 500  | 6 000 | 9 000 | 20 000 | 15 553 | 35 000 | 32 146 | 41 506 | 60 686 |

| 1861   | 1871    | 1875    | 1880    | 1890    | 1900    | 1910    | 1919    | 1925    |
| ------ | ------- | ------- | ------- | ------- | ------- | ------- | ------- | ------- |
| 78 495 | 106 925 | 127 387 | 149 081 | 295 025 | 456 124 | 589 850 | 604 380 | 679 159 |

| 1933    | 1939    | 1945    | 1950    | 1960    | 1965    | 1970    | 1975    | 1981    |
| ------- | ------- | ------- | ------- | ------- | ------- | ------- | ------- | ------- |
| 713 470 | 707 365 | 581 528 | 617 574 | 589 632 | 595 660 | 583 885 | 566 630 | 559 574 |

| 1985 | 1990    | 1995    | 2000    | 2005    | 2010    | 2015    | 2020    |
| --- | ------- | ------- | ------- | ------- | ------- | ------- | ------- |
| 553 560 | 511 579 | 470 778 | 493 208 | 502 651 | 522 883 | 560 472 | 597 493 |
| Sources : Staatliche Zentralverwaltung für Statistik et à partir de 1990, le Statistisches Landesamt des Freistaates Sachsen / Source 2020 : Stadt Leipzig, Statistisches Jahrbuch 2022 |         |         |         |         |         |         |         |

### Structure de la population
| Population              | Recensement du 31 décembre 2009 |
| ----------------------- | ------------------------------- |
| Population totale       | 518 862                         |
| Femmes                  | 267 114                         |
| Hommes                  | 251 748                         |
| Allemands               | 486 564                         |
| Étrangers               | 32 298                          |
| Pourcentage d'étrangers | 6,2                             |

|    | Origine    | Habitants |
| -- | ---------- | --------- |
| 1  | Russie     | 5 547     |
| 2  | Ukraine    | 3 074     |
| 3  | Vietnam    | 2 846     |
| 4  | Kazakhstan | 2 067     |
| 5  | Pologne    | 1 814     |
| 6  | Turquie    | 1 510     |
| 7  | Irak       | 1 422     |
| 8  | Chine      | 1 069     |
| 9  | Hongrie    | 864       |
| 10 | États-Unis | 781       |
| 11 | Italie     | 780       |
| 12 | France     | 721       |
| 13 | Grèce      | 644       |
| 14 | Inde       | 635       |
| 15 | Autriche   | 626       |

| Âge        | Habitants | Pourcentage |
| ---------- | --------- | ----------- |
| 0 - 5      | 22 417    | 4,3         |
| 5 - 10     | 18 112    | 3,5         |
| 10 - 15    | 14 026    | 2,7         |
| 15 - 20    | 19 559    | 3,8         |
| 20 - 25    | 39 632    | 7,7         |
| 25 - 30    | 45 818    | 8,9         |
| 30 - 35    | 36 449    | 7,1         |
| 35 - 40    | 34 780    | 6,7         |
| 40 - 45    | 39 601    | 7,7         |
| 45 - 50    | 38 319    | 7,4         |
| 50 - 55    | 33 073    | 6,4         |
| 55 - 60    | 32 897    | 6,4         |
| 60 - 65    | 25 529    | 5,0         |
| 65 - 70    | 37 110    | 7,2         |
| 70 - 75    | 31 143    | 6,0         |
| 75 - 80    | 20 157    | 3,9         |
| 80 - 85    | 14 349    | 2,8         |
| 85 et plus | 12 498    | 2,4         |
| Total      | 515 469   | 100,0       |

Source : Statistisches Landesamt des Freistaates Sachsen
À titre de comparaison, ici la situation en 2020 :
| Population issue de l'immigration | 31 décembre 2020 |
| --------------------------------- | ---------------- |
| Population totale                 | 605 407          |
| Population issue de l'immigration | 96 719           |
| Pourcentage                       | 16,0             |

|    | Origine     | Habitants |
| -- | ----------- | --------- |
| 1  | Syrie       | 9 958     |
| 2  | Russie      | 9 922     |
| 3  | Pologne     | 6 455     |
| 4  | Roumanie    | 5 034     |
| 5  | Vietnam     | 3 556     |
| 6  | Ukraine     | 3 450     |
| 7  | Irak        | 2 813     |
| 8  | Turquie     | 2 683     |
| 9  | Afghanistan | 2 467     |
| 10 | Italie      | 2 205     |
| 11 | Hongrie     | 1 868     |
| 12 | Bulgarie    | 1 859     |
| 13 | Kazakhstan  | 1 832     |
| 14 | États-Unis  | 1 606     |
| 15 | France      | 1 605     |

## Administration

### Subdivision

Les 10 districts et les localités de la ville de Leipzig.

Les communes entourant le village de Leipzig (aujourd'hui son centre) ont été progressivement intégrées pour former une ville, devenant ainsi des quartiers (Stadtteil). On en dénombre environ une centaine, suivant la manière dont on les compte.
Après la Réunification allemande, les autorités de Leipzig ont procédé à une réforme territoriale divisant la ville en dix arrondissements municipaux (Stadtbezirk) comprenant 95 localités (Ortsteil). Ces localités ne correspondent pas toujours aux quartiers antérieurs. Par volonté d'uniformisation administrative et démographique, certains quartiers ont été divisés en plusieurs localités, d'autres ont été regroupés pour former une seule localité.
| Arrondissement (nom allemand) | Arrondissement (nom français) | Population (31 mars 2023, hab) | Superficie (km²) | Densité (hab./km²) |
| ----------------------------- | ----------------------------- | ------------------------------ | ---------------- | ------------------ |
| Mitte                         | centre                        | 69 591                         | 13,88            | 3 570              |
| Nordost                       | nord-est                      | 50 341                         | 26,29            | 1 566              |
| Ost                           | est                           | 88 259                         | 40,74            | 1 710              |
| Südost                        | sud-est                       | 64 057                         | 34,65            | 1 476              |
| Süd                           | sud                           | 67 936                         | 16,92            | 3 394              |
| Südwest                       | sud-ouest                     | 56 762                         | 46,67            | 983                |
| West                          | ouest                         | 56 673                         | 14,69            | 3 491              |
| Alt-West                      | vieux-ouest                   | 61 144                         | 26,09            | 1 764              |
| Nordwest                      | nord-ouest                    | 36 200                         | 39,09            | 717                |
| Nord                          | nord                          | 74 328                         | 38,35            | 1 501              |

#### Quelques quartiers remarquables
- Stadtmitte : historique, commerçant, vivant (la journée).
- Südvorstadt (littéralement « les faubourgs du sud ») : quartier étudiant autour de la « Karli », la « Karl-Liebknecht-Straße », axe nord-sud bordé de cafés, boutiques, petits restaurants et kebabs.
- Connewitz : situé au sud de Südvorstadt, Connewitz est connu pour son ambiance jeune alternative.
- Plagwitz, Schleussig et Lindenau : quartiers occidentaux. Anciens quartiers industriels reconvertis. Résidentiels.
- Gohlis : le quartier des magnifiques villas, pour la grande majorité d'entre elles, récemment restaurées.
- Eutritzsch : au nord, voisin de Gohlis.
- Möckern : au nord[13].
- Reudnitz à l'est.
- Leipzig-Grünau : le quartier champignon à l'extrémité ouest de la ville. Marqué par les barres d'immeubles.
- Schönefeld : ancien quartier ouvrier.

### La vie politique municipale
Hinrich Lehmann-Grube (1932-2017), un homme politique local allemand (SPD), a été il Gérant municipal de Hanovre de 1979 à 1990, puis maire de la ville de Leipzig jusqu'en 1998.
Depuis 1994, le maire, Oberbürgermeister, préside le Stadtrat, conseil municipal. Il est élu directement par les citoyens (deux tours). Il faut donc distinguer l'élection du maire et celle du conseil municipal, qui n'ont pas lieu en même temps.
En avril 2005, Wolfgang Tiefensee est réélu maire SPD dès le premier tour avec 67 % des voix. Pourtant, en novembre 2005, il accepte d'entrer au gouvernement de grande coalition d'Angela Merkel, où il était ministre fédéral des Transports, de la Construction et du Développement urbain.
Les nouvelles élections en février 2006 voient la victoire de Burkhard Jung (de) (SPD), élu au second tour avec 51,6 %. Il lui faut pourtant composer avec un conseil municipal original : 19 sièges au SPD, 19 au PDS, 19 à la CDU, 7 aux die Grünen.

#### Élection du bourgmestre
La dernière élection du bourgmestre de Leipzig le 2 février (1er tour) et 1er mars 2020 (2e tour) a vu la reconduction du maire SPD Burkhard Jung pour la troisième fois.
| Candidat                | Parti      | Premier tour | Second tour   |
| ----------------------- | ---------- | ------------ | ------------- |
| Burkhard Jung           | SPD        | 29,6         | 49,1          |
| Sebastian Gemkow        | CDU        | 31,6         | 47,6          |
| Franziska Riekewald     | Die Linke  | 13,5         | s'est désisté |
| Katharina Krefft        | Grüne      | 12,0         | s'est désisté |
| Christoph Neumann       | AfD        | 8,7          | s'est désisté |
| Katharina Subat         | Die PARTEI | 2,4          | s'est désisté |
| Marcus Viefeld          | FDP        | 1,2          | s'est désisté |
| Ute Elisabeth Gabelmann | Sans parti | 0,9          | 3,3           |

Résultat en %.

#### Élections municipales
Les résultats des quatre dernières élections municipales sont les suivants,,:
| Partis                              | Partis | Voix (%) 2019 | Sièges 2019 | Voix (%) 2014 | Sièges 2014 | Voix (%) 2009 | Sièges 2009 | Voix (%) 2004 | Sièges 2004 |
| ----------------------------------- | --- | ------------- | ----------- | ------------- | ----------- | ------------- | ----------- | ------------- | ----------- |
| CDU                                 | Union chrétienne-démocrate                                                                                 | 17,5          | 13          | 24,9          | 19          | 23,6          | 17          | 25,5          | 19          |
| Linke                               | La gauche                                                                                                  | 21,4          | 15          | 24,2          | 18          | 23,1          | 17          | 26,1          | 19          |
| SPD                                 | Parti social-démocrate                                                                                     | 12,4          | 9           | 18,4          | 13          | 20,4          | 14          | 26,9          | 19          |
| Grüne                               | Alliance 90 / Les Verts                                                                                    | 20,7          | 15          | 15,0          | 11          | 14,7          | 10          | 10,0          | 7           |
| AfD                                 | Alternative pour l'Allemagne                                                                               | 14,9          | 11          | 6,0           | 4           | –             | –           | –             | –           |
| FDP                                 | Parti libéral-démocrate                                                                                    | 4,8           | 3           | 2,9           | 2           | 9,6           | 7           | 4,5           | 3           |
| NPD                                 | Parti national-démocrate                                                                                   | -             | -           | 2,5           | 1           | 2,9           | 2           | –             | –           |
| Piraten                             | Parti des pirates                                                                                          | 1,4           | 1           | 2,0           | 1           | –             | –           | –             | –           |
| WVL                                 | Wählergruppe de Leipzig                                                                                    | 2,5           | 1           | 1,8           | 1           | 3,0           | 2           | –             | –           |
| Die PARTEI                          | Parti pour le travail, l’État de droit, la protection des animaux, l’élitisme et l’initiative démocratique | 3,8           | 2           | 1,1           | –           | –             | –           | –             | –           |
| NEUES FORUM                         | Nouveau Forum                                                                                              | -             | -           | 1,1           | –           | 1,7           | 1           | 1,6           | 1           |
| DSU                                 | Union sociale allemande                                                                                    | -             | -           | –             | –           | 1,0           | –           | 1,8           | 1           |
| Total                               | Total | 100,0         | 70          | 100,0         | 70          | 100,0         | 70          | 100,0         | 70          |
| Suffrages exprimés (% des inscrits) | Suffrages exprimés (% des inscrits)                                                                        | 59,7          | 59,7        | 41,8          | 41,8        | 41,4          | 41,4        | 38,6          | 38,6        |

### Politique nationale

L'Augustusplatz en 1925.

La ville de Leipzig couvre deux circonscriptions électorales : la 153e, Leipzig I, et la 154e, Leipzig II, les deux députés lipsiens du Bundestag élus directement sont issus du parti Die Linke et de la CDU. Il s'agit de Sören Pellmann et de Jens Lehmann réélus tous deux en septembre 2021. Wolfgang Tiefensee, qui fut maire de Leipzig, et qui a été de 2005 à 2007 ministre fédéral du gouvernement Merkel (il avait en 2002 décliné une première fois un poste ministériel dans le gouvernement de Gerhard Schröder) chargé, outre des transports, était également responsable des questions relatives aux nouveaux Länder, c'est-à-dire ceux issus de l'ancienne Allemagne de l’Est, est élu au scrutin proportionnel de liste, tout comme deux autres députées, respectivement sociale-démocrate et des Verts, contrairement à la majeure partie de la Saxe qui reste largement ancrée dans le camp des conservateurs. L'ancienne député de Die Linke, Barbara Höll, candidate à la mairie en janvier 2013, n'a pas retrouvé son siège du fait d'un nombre insuffisant de voix qui se sont portées sur la liste du parti.

### Organismes fédéraux
Depuis 2002, Leipzig abrite le siège du Tribunal administratif fédéral, instance suprême des juridictions administratives en Allemagne.

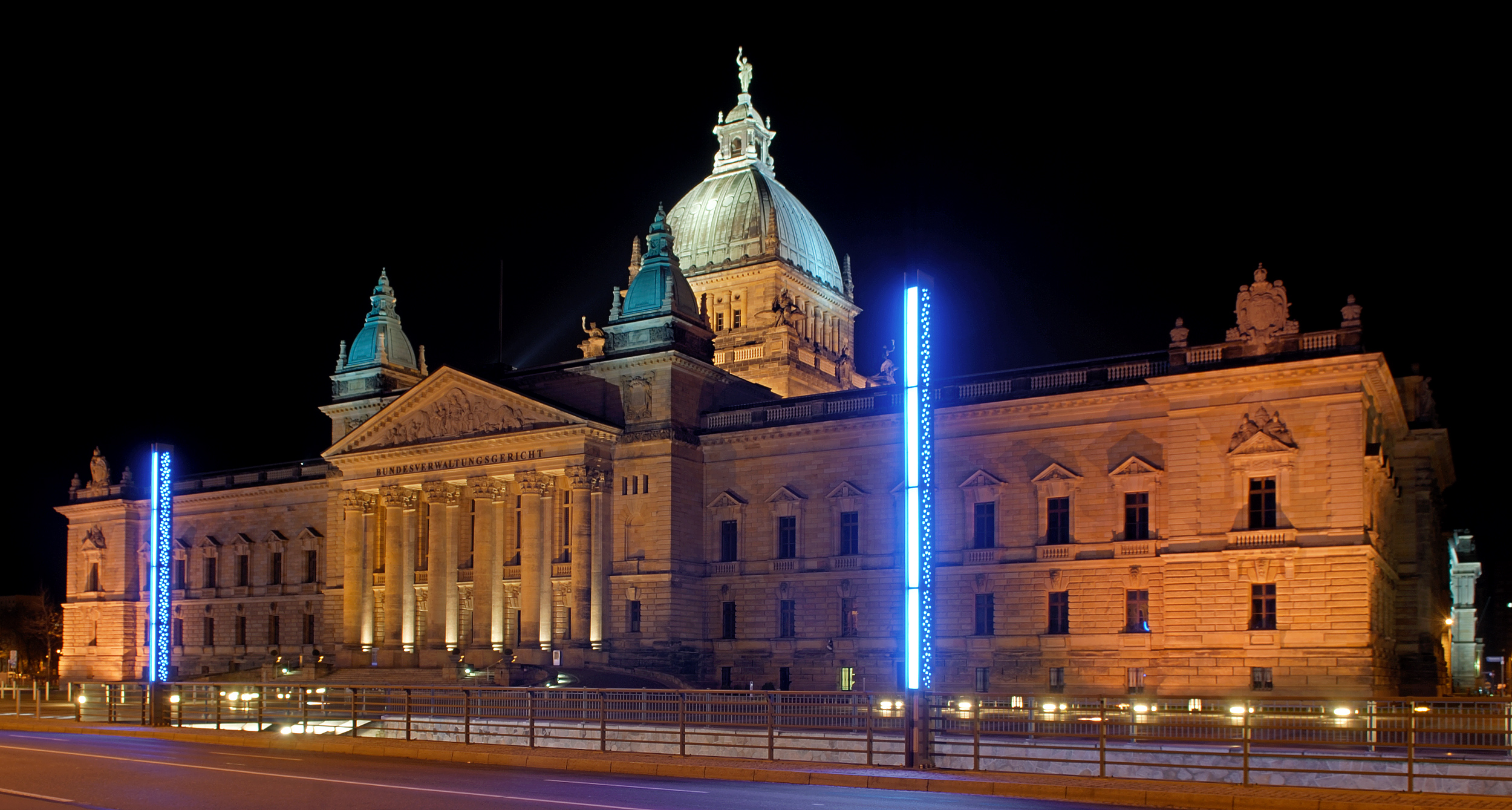
Le Tribunal administratif fédéral.

### Jumelages
La ville de Leipzig est jumelée avec :
- Kiev (Ukraine) depuis 1961
- Bologne (Italie) depuis 1962
- Cracovie (Pologne) depuis 1973
- Brno (Tchéquie) depuis 1973
- Plovdiv (Bulgarie) depuis 1975
- Lyon (France) depuis 1981
- Thessalonique (Grèce) depuis 1984
- Hanovre (Allemagne) depuis 1987
- Nankin (Chine) depuis 1988
- Francfort-sur-le-Main (Allemagne) depuis 1990
- Birmingham (Royaume-Uni) depuis 1992
- Houston (États-Unis) depuis 1993
- Travnik (Bosnie-Herzégovine) depuis 2003
- Addis-Abeba (Éthiopie) depuis 2004

## Économie

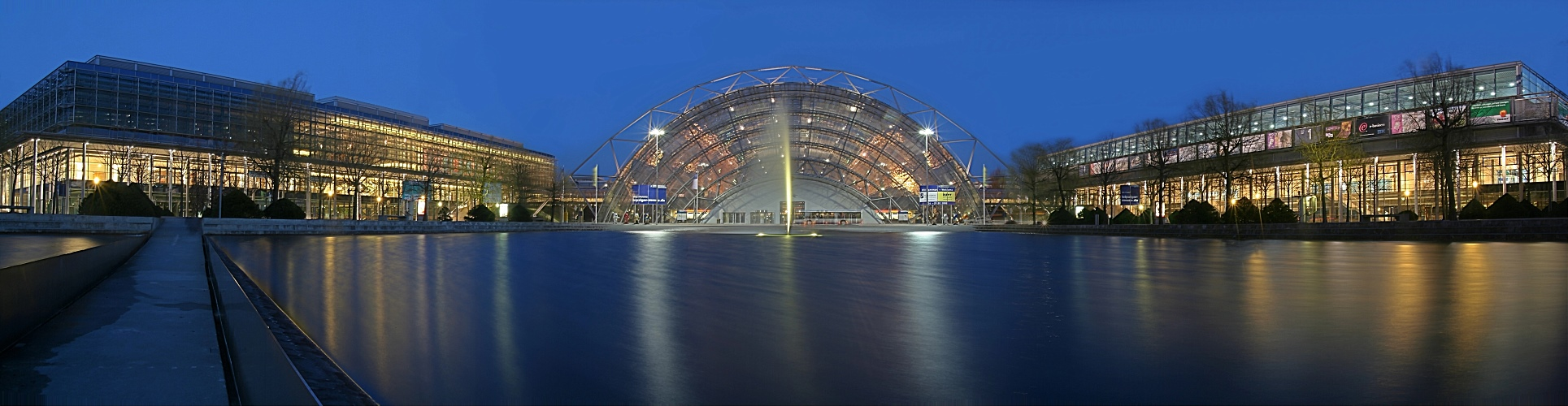
La foire de Leipzig (en allemand Leipziger Messe) de nuit.

La découverte au XVIe siècle de mines d'argent, dans les montagnes voisines de l'Erzgebirge, a longtemps assuré la richesse de Leipzig.
Leipzig est une ville de commerce connue pour ses foires.

### Le renouveau économique

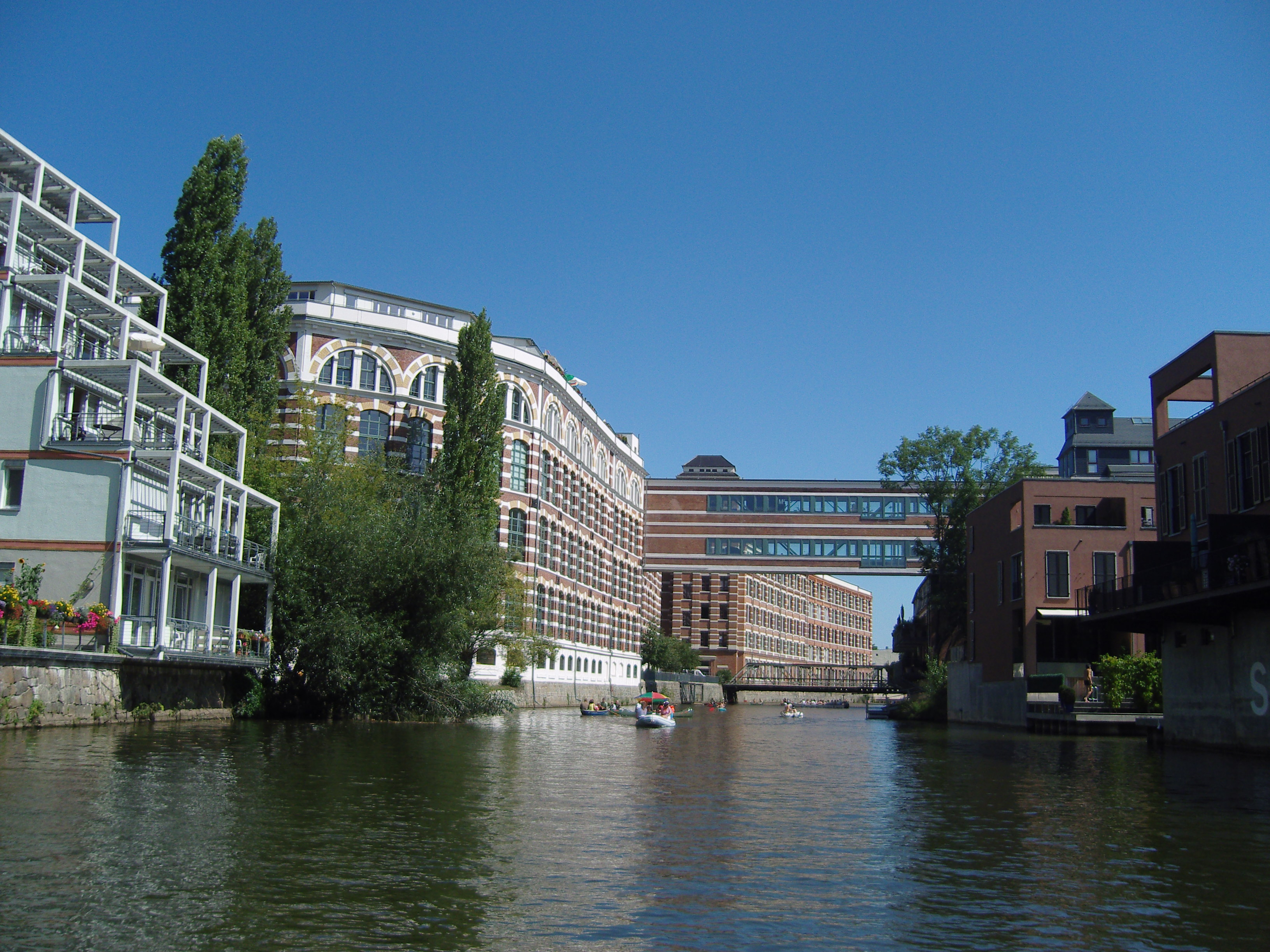
Habitations sur l'Elster.

L'activité économique de Leipzig a retrouvé son dynamisme avec l’installation récente d'entreprises comme Siemens, Porsche ou BMW. À côté de Francfort-sur-le-Main, Munich, et Stuttgart, Leipzig tend à devenir un important centre bancaire et financier. À l'automne 2006, Amazon y construit son plus grand centre logistique allemand anticipant ainsi le déménagement du hub intercontinental de l'entreprise postale DHL qui quittera l'aéroport de Bruxelles en 2008. Cela devrait, selon DHL, aboutir à la création de trois mille cinq cents emplois directs sur l'aéroport de Leipzig-Halle. Son industrie est dominée par le secteur de la construction automobile (BMW) et électrique. En 2016, la ville comptait environ 328 700 personnes employées. Le taux de chômage était de 6,1 pour cent en décembre 2018, légèrement supérieur à la moyenne saxonne de 5,6 pour cent.
En outre, les foires, qui font partie de l'histoire et de l'identité de la ville, participent à ce renouveau économique. Les foires de Leipzig, confrontées à une vive concurrence nationale (foires de Hanovre, Francfort et Düsseldorf), organisent avec succès le salon international de l'automobile, la Games Convention (le plus grand salon européen de jeux vidéo ouvert au public), et la foire du livre (au printemps), un événement qui donne lieu à de nombreuses lectures publiques et autres manifestations culturelles en ville.

### Les médias
MDR est l'une des neuf stations du groupement public de télé-radiodiffuseur allemand ARD. Son siège et les plateaux de télévision se situent dans une Média-city du sud-est de la ville. La MDR, associée aux Länder de la Saxe, Saxe-Anhalt et de la Thuringe crée et diffuse des programmes télés, radios et a son propre orchestre symphonique et un chœur.
Le Leipziger Volkszeitung était un journal d'importance nationale pour le mouvement ouvrier. Il est aujourd'hui le seul quotidien local de Leipzig. Le Kreuzer est un mensuel spécialiste de la culture, des festivités et de l'art à Leipzig.
Plusieurs radios privées émettent aussi depuis Leipzig, entre autres PSR, NRJ Sachsen, Mephisto 97,6, la radio universitaire...

### Les infrastructures

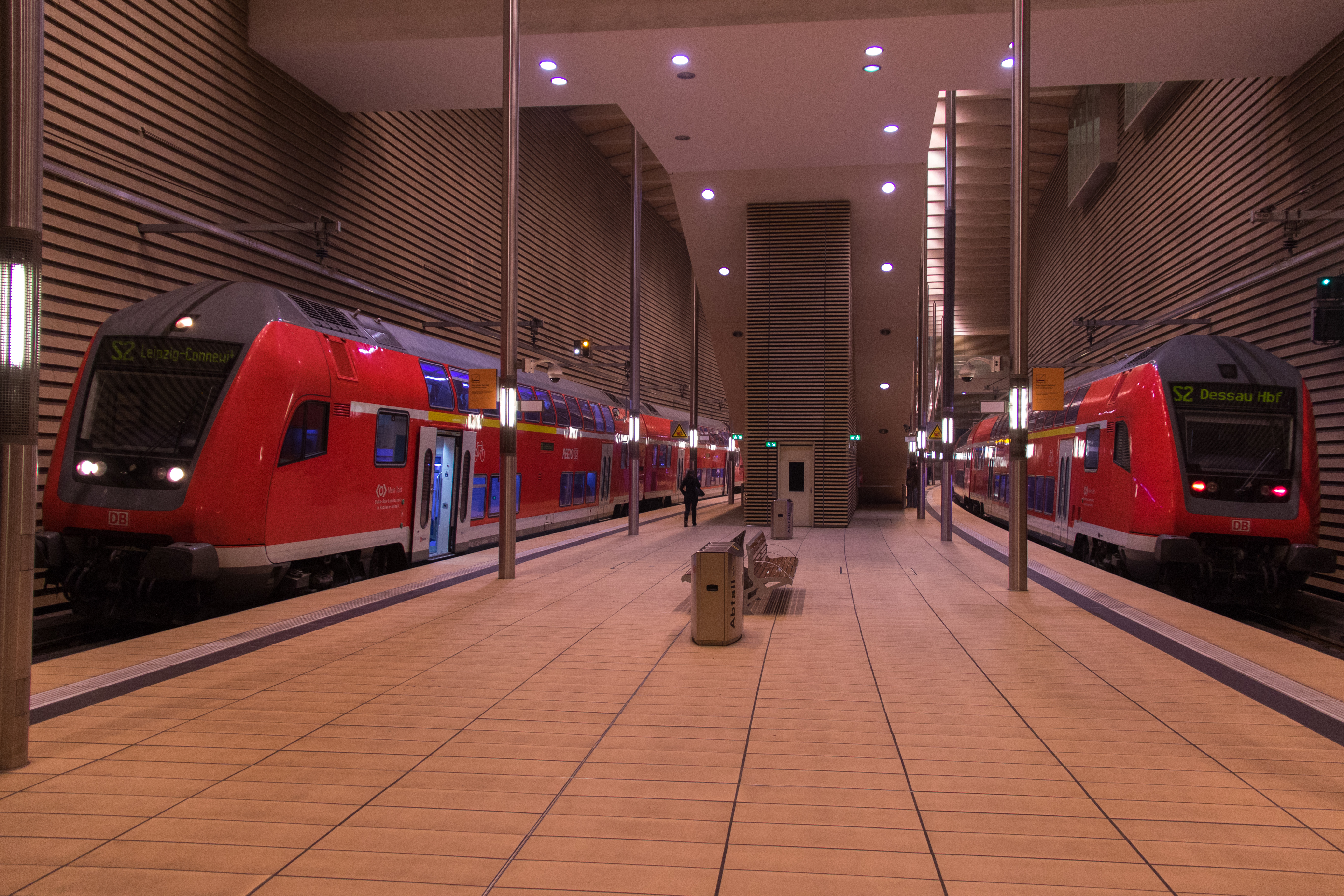
Le City-Tunnel.

La gare centrale de Leipzig, inaugurée en 1915, est un  nœud important de transport de passagers. Des départs d'InterCityExpress toutes les heures pour Hambourg en passant par Berlin, pour Munich via Nuremberg, pour Francfort-sur-le-Main via Erfurt, et pour Dresde.
L'aéroport international Leipzig/Halle se situe au nord-ouest de la ville, directement relié aux réseaux autoroutier et ferroviaire régional (et à partir de 2015 aux lignes grande vitesse du InterCityExpress).
Plusieurs autoroutes passent près de Leipzig. Au Nord l'A14, à l'ouest l'A9, et au sud l'A38. Les trois autoroutes forment un triangle autour de Leipzig et Halle.
Les transports en commun sont assurés depuis 1917 par la société LVB. Ils représentent aujourd'hui 14 lignes de tramway, 30 lignes régulières de bus (dont la plus longue fait 22 km), ainsi que 6 lignes de S-Bahn.
Le City-Tunnel (ouvert le 14 décembre 2013) crée un axe ferroviaire nord-sud sous le centre-ville, évitant ainsi aux trains régionaux en direction de Plauen et de Bitterfeld d'avoir à contourner la ville, et le réseau du S-Bahn d'Allemagne centrale. Les trains s'arrêtent à quatre stations souterraines : Hauptbahnhof (gare centrale de Leipzig), Markt, Willhelm-Leuschner-Platz, et Bayrischer Bahnhof. En plus, 3 nouvelles stations ont été construites dans le réseau : Leipzig Nord au nord de la gare centrale, et Leipzig MDR et Leipzig Connewitz au sud du Bayrischer Bahnhof.

### Les infrastructures socio-écologiques

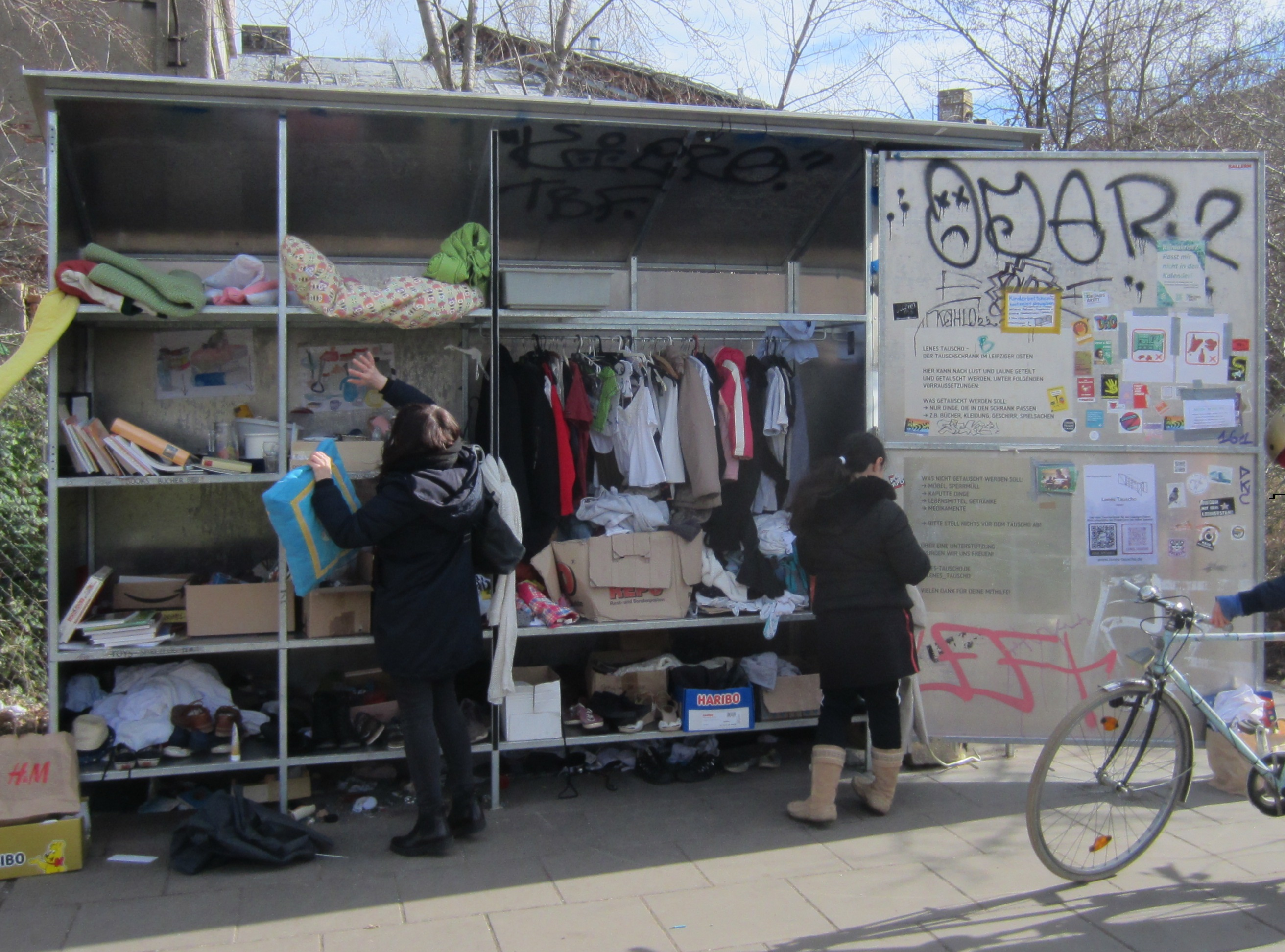
L'étagère cadeau Lenes Tauscho dans le parc Lene-Voigt (2022).

Leipzig dispose d'un réseau dense d'infrastructures socio-écologiques. Dans le secteur alimentaire, il faut citer les Fairteiler du foodsharing et les nombreuses associations pour le maintien d'une agriculture de proximité (AMAP), dans le secteur textile l'Umsonstladen à Plagwitz, plusieurs ateliers d'entraide à vélo, dans le secteur informatique le Hackerspace Die Dezentrale et dans le secteur de la réparation le Café kaputt.
Il existe également de nombreuses bibliothèques de rue et étagères cadeaux, par exemple Lenes Tauscho dans le parc Lene-Voigt.

## Éducation, culture, lieux et monuments

### Université

Sceau de l'université de Leipzig.

Fondée en 1409, l’Alma Mater Lipsiensis est considérée comme la deuxième plus ancienne université de langue allemande (après Vienne) qui ait fonctionné sans discontinuité. En 1953, dans la RDA, elle prit le nom d'université Karl Marx qu'elle perdit en 1991.
Elle compte aujourd'hui 14 facultés et plus institut pour près de 35 000 étudiants. Y étudièrent des lauréats du prix Nobel comme Werner Heisenberg, Gustav Hertz, Nathan Söderblom et Wilhelm Wundt.
Parmi les autres célèbres étudiants, on peut relever Johann Gottlieb Fichte, Goethe, Erich Kästner, Gottfried Wilhelm Leibniz, Karl Liebknecht, Friedrich Nietzsche, Richard Wagner...
Les bâtiments principaux de l'université  avec le Paulinum sont construits entre 2007 et 2017 sur les plans de l'architecte néerlandais Erick van Egeraat à l'endroit où l'église Saint-Paul du XIIIe siècle qui avait survécu à la Seconde guerre mondiale, fut détruite à l'explosif par les autorités est-allemandes le 30 mai 1968.
La bibliothèque universitaire est antérieure à l'université elle-même puisqu'elle fut fondée en 1274. Elle a retrouvé son site exceptionnel de l'Albertina, et possède plus de 6 millions d'ouvrages, une collection de 173 000 pièces et médailles, de nombreux portraits et cartes, ainsi que quelques trésors comme une des 4 parties du Codex Sinaiticus et une Bible imprimée par Gutenberg.

### Grandes écoles

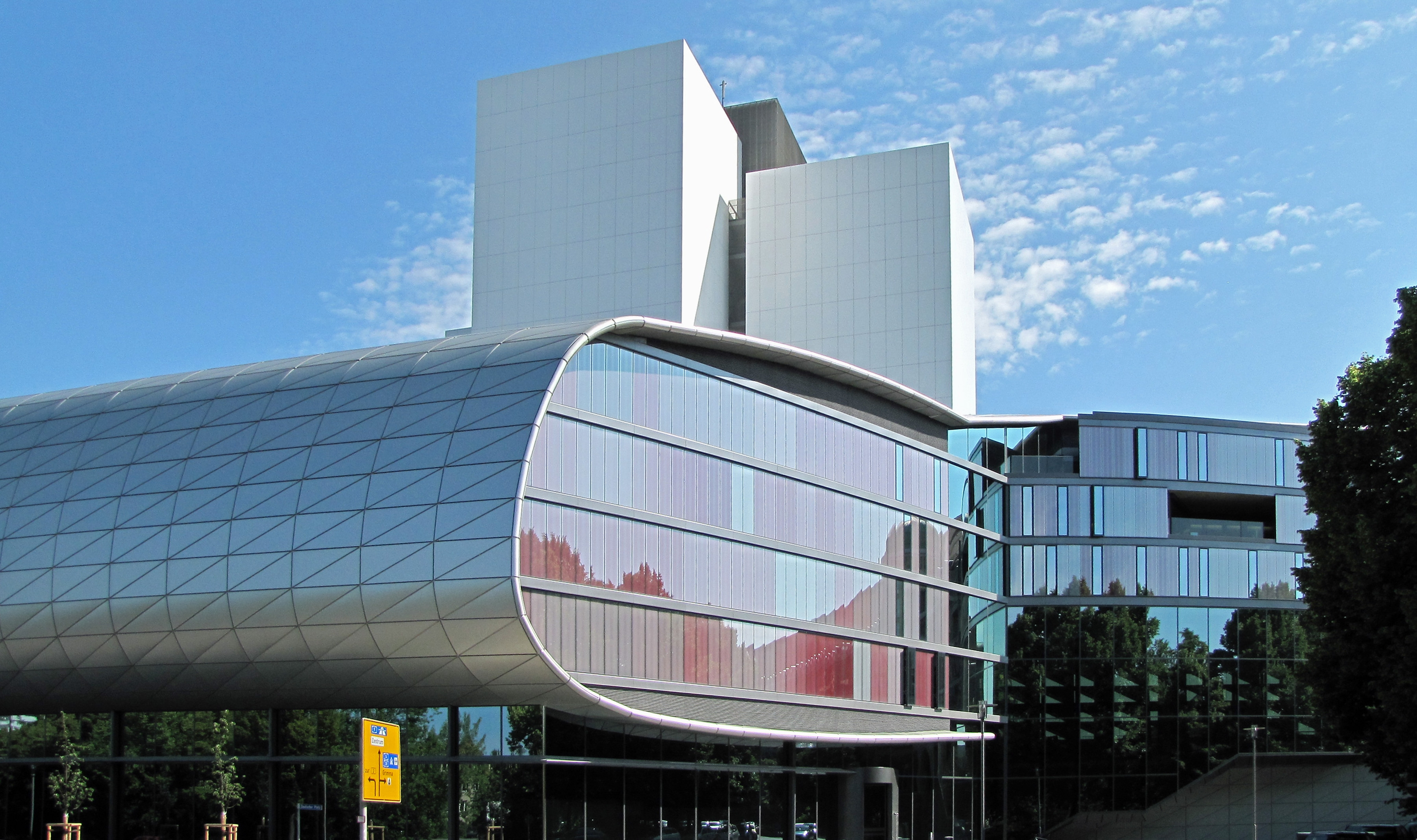
La bibliothèque nationale allemande.

(nous nommons ici « grande école » une Hochschule, c'est-à-dire un établissement de rang universitaire)
L'école de musique et de théâtre « Felix Mendelssohn Bartholdy », fondée en 1843, est la première grande institution musicale allemande.
L'école de commerce de Leipzig (HHL) fondée le 25 avril 1898, est aussi la plus ancienne grande école de commerce d'Allemagne.
L'école de graphisme et d'art du livre (HGB) est la troisième grande école de Leipzig, fondée en 1764. Aujourd'hui 450 étudiants sont répartis entre quatre parcours universitaires : peinture/graphisme, art du livre/design, photographie, et art des médias.

### Ville de l'édition
C'est une ville à grande tradition culturelle ; la création, dès 1409, de l'université va y catalyser l'essor de l'industrie de l'édition, consacrée en 1912 par l'installation de la Bibliothèque allemande. Cette dernière est intégrée après la réunification à l'institution Les Bibliothèques allemandes (depuis 2007 Bibliothèque nationale allemande -DNB-). Une Bibliothèque nationale allemande située sur trois sites : Leipzig, Francfort et Berlin pour les archives musicales.
En 1894, c'était la Bibliothèque centrale allemande à l'attention des aveugles qui s'était installée en ville.
Leipzig était le centre traditionnel de nombreuses grandes maisons d'édition en Allemagne comme Tauchnitz, présente dès 1796. Toutefois, malgré la chute du mur, Leipzig a perdu cet atout majeur qui participait à sa renommée internationale comme l'illustre le cas de l'éditeur Reclam-Verlag. Cette maison fondée à Leipzig en 1828 fut divisée en deux entités en 1947, avec une refondation à Stuttgart en zone d'occupation américaine. Après la réunification, la maison de Leipzig continua d'éditer sous le nom de « Reclam-Leipzig » jusqu'au début de l'année 2006 lorsque l'intégration à la maison de Stuttgart fut complète. Le nom de « Reclam-Leipzig » est désormais une marque de Reclam-Verlag.
Depuis 1959, la ville remet tous les deux ans le Prix Gutenberg de la ville de Leipzig.

### Ville de la musique

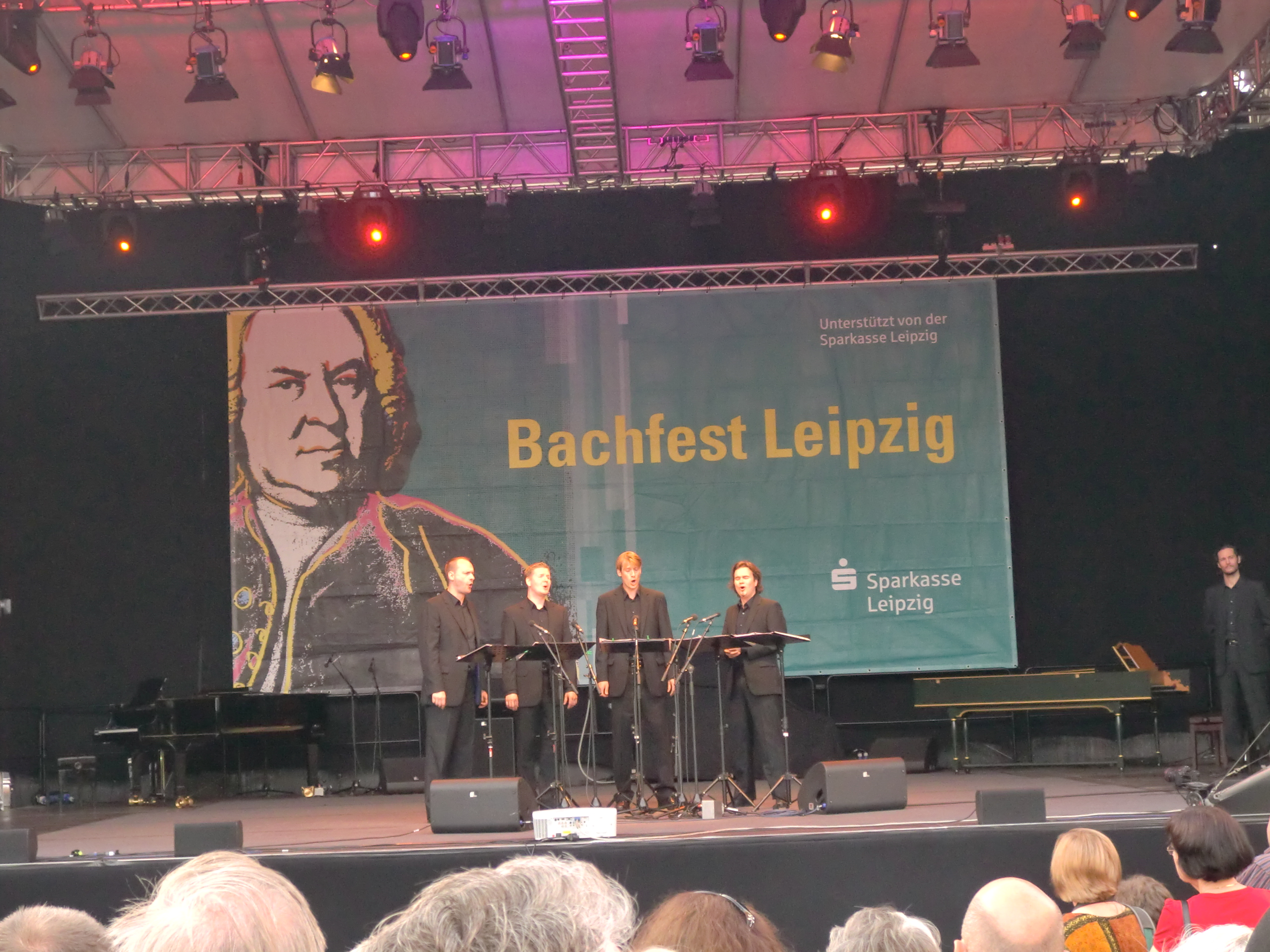
Bachfest Leipzig, en 2011.

Jean-Sébastien Bach compose la majorité de ses œuvres sacrées à Leipzig alors qu'il est cantor à l'église Saint-Thomas, de 1723 à sa mort en 1750. À ce poste, il écrit plus de 300 cantates, dont 126 nous sont parvenues, ainsi que de nombreuses pièces pour orgue, la Passion selon Saint-Jean, la Passion selon Saint Matthieu et la Messe en si mineur. Son tombeau se trouve dans le chœur de l'église. Chaque année depuis 1908, est organisé le Bachfest Leipzig (Festival Bach de Leipzig) avec un thème différent autour de Bach.
L'orchestre du Gewandhaus, une autre institution musicale de cette ville, est un orchestre symphonique qui a vu se succéder les chefs les plus illustres, Felix Mendelssohn, Arthur Nikisch et Kurt Masur, chef d'orchestre contemporain de renommée internationale.
En 1843, Felix Mendelssohn et Robert Schumann fondent l'École supérieure de musique et de théâtre Felix Mendelssohn Bartholdy de Leipzig.
L'opéra de Leipzig est inauguré en 1960 et le Gewandhaus, le troisième du nom, en 1981.
C'est à la Pentecôte tous les ans depuis 1992, que se tient à Leipzig le plus grand festival dark, gothique et industriel au monde, le Wave-Gotik-Treffen, qui attire à chaque fois environ 27 000 festivaliers venus de toute l'Europe. Le festival comprend de multiples concerts et animations, disséminées partout dans la ville, et des marchés médiévaux.
Leipzig est la ville natale de Richard Wagner, de Bill et Tom Kaulitz, et aussi de Till Lindemann, le chanteur du groupe de metal industriel allemand Rammstein.
Elle est également la ville natale du DJ et compositeur électronique Paul Kalkbrenner.

### Musées
- Musée d'histoire naturelle de Leipzig.
- Musée des Beaux-Arts de Leipzig, fondé en 1837, il abrite l'une des plus importantes collections d'art européen, regroupant des œuvres de la fin du Moyen Âge à l'époque contemporaine. Ce musée s'est installé en décembre 2004 dans le musée des Arts visuels (Museum der bildenden Künste[30]). Environ a surgi le nouveau Quartier du Musée jusqu'à 2017[Quoi ?].
- Musée des instruments de musique (Musikinstrumenten-Museum).
- Musée Bach (Bachmuseum) et Archives Bach de Leipzig (Bach-Archiv Leipzig). Les deux institutions sont hébergées par la maison Bosehaus.
- Musée égyptien (Aegyptisches Museum). On peut y voir de remarquables collections regroupant environ 9 000 pièces depuis l'Ancien Empire jusqu'à l'ère chrétienne.
- Forum d'histoire contemporaine (Zeitgeschichtliches Forum Leipzig)[31]. Le musée, consacré à l'histoire de la ville et de la RDA depuis la Seconde Guerre mondiale, est conçu comme un lieu de mémoire, et comprend également une bibliothèque et un centre d'information.
- Musée Grassi (Grassi-Museum).
- Musée de l'Artisanat (Museum für Kunsthandwerk).
- Musée Grassi d'ethnologie (Museum für Völkerkunde)[32].
- Musée Stasi (Museum in der Runden Ecke)[33].
- Maison Schiller.
- Maison-musée de Félix Mendelssohn.
- Maison-musée de Robert Schumann.

### Théâtres
- Moulin à poivre de Leipzig

### Centres de recherche scientifique
- L'Académie des Sciences de Saxe est fondée à Leipzig en 1846.
- Société Max-Planck d'anthropologie évolutionniste.
- Institut Fraunhofer.
- Centre Helmholtz pour la recherche environnementale - UFZ.

### Culture alternative

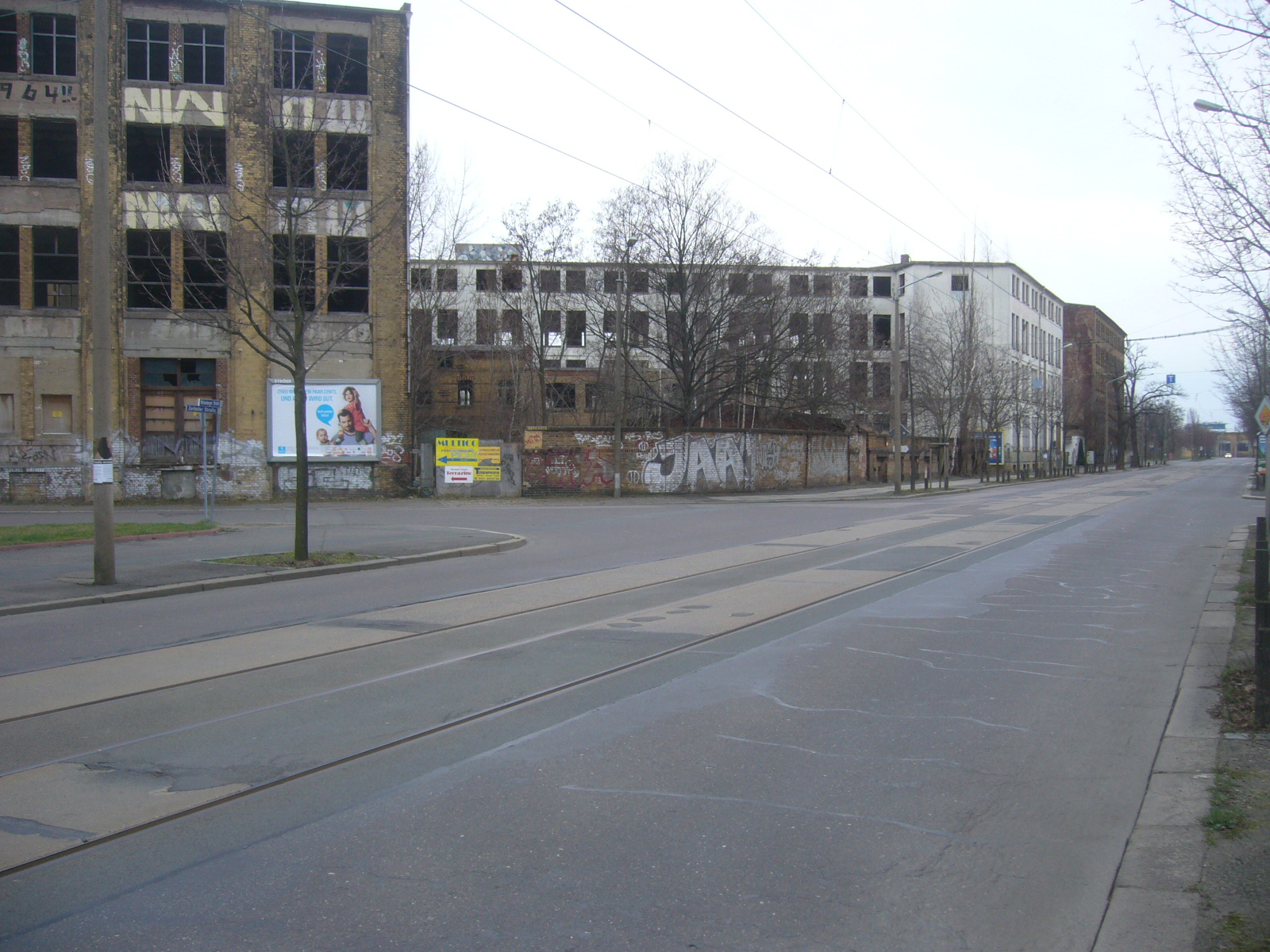
Des ruines industrielles sur la Wittenberger Straße à Eutritzsch.

Du fait de la baisse de population durant le XXe siècle (il y a à Leipzig 195 317 habitants de moins en 2010 qu'en 1930), Leipzig a de nombreux espaces vacants, des hangars industriels en ruines et des appartements vides. Les bâtiments sont depuis les années 1990 progressivement rénovés, mais moins rapidement qu'à Dresde, capitale de la Saxe où plus de subventions sont débloquées,. Ce qui fait que l'immobilier et les loyers ont des prix parmi les plus bas d'Allemagne et de nombreux étudiants viennent à Leipzig pour en profiter. Ces friches industrielles vides, appelées Lost Place dans le jargon germano-anglais, sont souvent visitées par les promeneurs ou les adeptes des géocaches, quoique l'entrée est parfois interdite pour cause de propriété privée et/ou de danger d'accidents (chute de pierres...).
Outre les artistes qui louent ou occupent des ateliers dans des bâtiments vacants comme à Westwerk ou dans la Spinnerei dans le quartier de Plagwitz, la ville a voulu favoriser le logement alternatif (pour dans le même temps éviter la multiplication des squats) avec les Wächterhäuser, des immeubles en ruines que la ville loue à très bas prix à des personnes qui rénovent leurs propres appartements. Pour ce faire, la ville de Leipzig collabore avec l'association HausHalten e.V,.
Puisque Leipzig est une ville étudiante et qu'il y a peu de différence d'altitude, il y a une concentration importante de cyclistes : en 2018, 19 % des véhicules dans les rues de Leipzig sont des vélos. Des vélorutions sont régulièrement organisées pour promouvoir ce moyen de transport non polluant, quoique les participants aient quelquefois maille à partir avec les forces de l'ordre. Différentes ONG sont situées à Leipzig, et particulièrement à la Haus der Demokratie (Maison de la démocratie) dans le quartier de Connewitz, comme Greenpeace, le Bund für Umwelt und Naturschutz Deutschland (BUND) (organisation allemande des Amis de la Terre) ou Ökolöwe (le lion écolo), une association locale environnementale.
Les Volxküchen sont particulièrement nombreuses à Leipzig, plus que dans n'importe quelle autre ville allemande. Les Vokü sont situées dans des centres autonomes ou des salles de concerts alternatifs. Leipzig a un magasin gratuit. Leipzig a aussi une association locale de ville en transition et de système d'échange local avec une monnaie alternative : le Lindentaler, qui devrait aussi procurer à terme à ses membres une allocation universelle.

### Édifices religieux

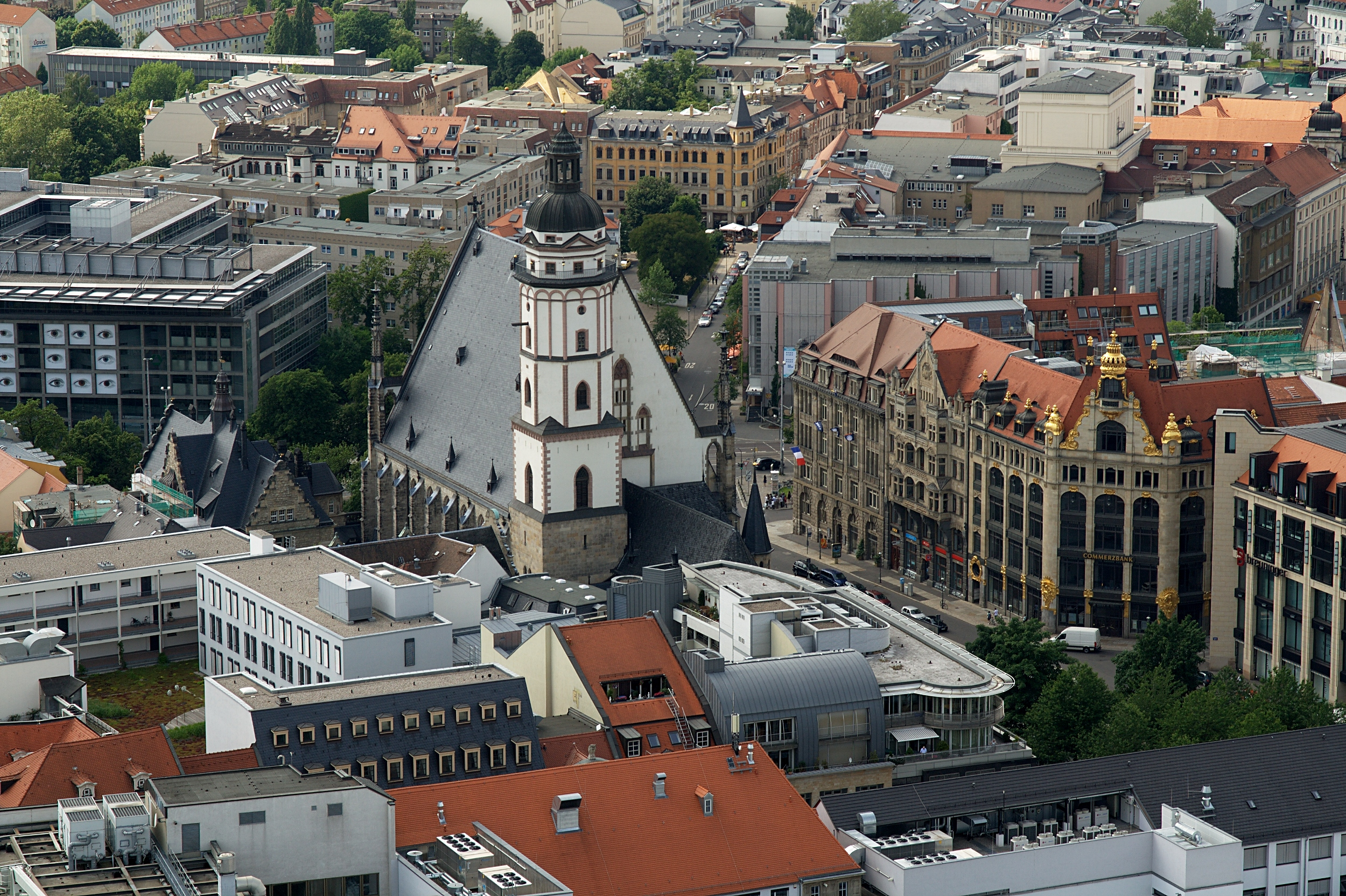
L'église Saint-Thomas.

Dans le centre-ville se trouvent deux églises célèbres d'Allemagne, la Thomaskirche (église Saint-Thomas) et la Nikolaikirche (église Saint-Nicolas).
L’église Saint-Thomas était l'église de Jean-Sébastien Bach, où il était Kantor (en français cantor, maître de chapelle). Il devait diriger la maîtrise de la Thomasschule (École Saint-Thomas de Leipzig) et y composa la plus grande partie de son œuvre religieuse. Ses restes reposent depuis la Seconde Guerre mondiale dans le chœur de l'église et deux monuments à sa mémoire ont été érigés près de Saint-Thomas.
Le Thomanerchor (Chœur de l'église Saint-Thomas), chorale d'une centaine de jeunes garçons, dont l'histoire remonte au XIIIe siècle, est l'un des plus connus d'Allemagne. Les choristes (appelés en allemand Thomaner), âgés de 8 à 18 ans, fréquentent un lycée-internat où ils suivent un enseignement orienté vers la musique et les langues étrangères.
La plus grande partie de l'édifice est en style gothique tardif, de la fin du XVe siècle. L'intérieur et le portail principal (à l'ouest) sont en style néo-gothique du XIXe siècle. Depuis 1993, on y trouve le retable gothique de l'église Saint-Paul, détruite par le régime communiste en 1968.
L’église Saint-Nicolas fut le théâtre de la révolution pacifique de l'automne 1989 qui précipita la chute du régime est-allemand. Tous les lundis, après la traditionnelle prière pour la paix, elle était le point de départ de manifestations qui gagnèrent rapidement en ampleur, débordant les autorités. Un monument dans le Nikolaikirchhof reprenant la forme d'une colonne de l'église rappelle ces moments historiques.
L’église orthodoxe russe du souvenir fut érigée en 1913, à l'occasion des festivités célébrant la victoire sur Napoléon lors de la bataille des Nations de 1813. Elle célèbre les soldats russes tombés lors de cette bataille.
Monument de la synagogue : au coin des rues Zentralstrasse et Gottschedstrasse, le site de l'ancienne synagogue, détruite lors de la nuit de Cristal, a été aménagé en monument.
L’église Saint-Pierre de Leipzig (Peterskirche) était autrefois située dans le centre-ville, à l'extrémité sud de la Peterstrasse. À la suite d'une politique ambitieuse d'urbanisme au XIXe siècle, l'église fut détruite et une nouvelle église Saint-Pierre, de style néogothique, fut érigée plus au sud. L'église subit actuellement[Quand ?] d'importants travaux. Sa rénovation sera longue, car seulement financée par les dons des fidèles.
L'église de la Réconciliation (Versöhnungskirche) en quartier de Gohlis constitue un exemple important de l'architecture ecclésiale moderne. 

### Édifices historiques

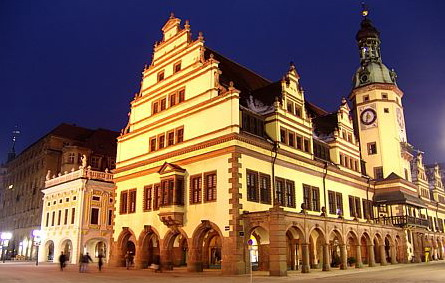
Ancien hôtel de ville vu de face.

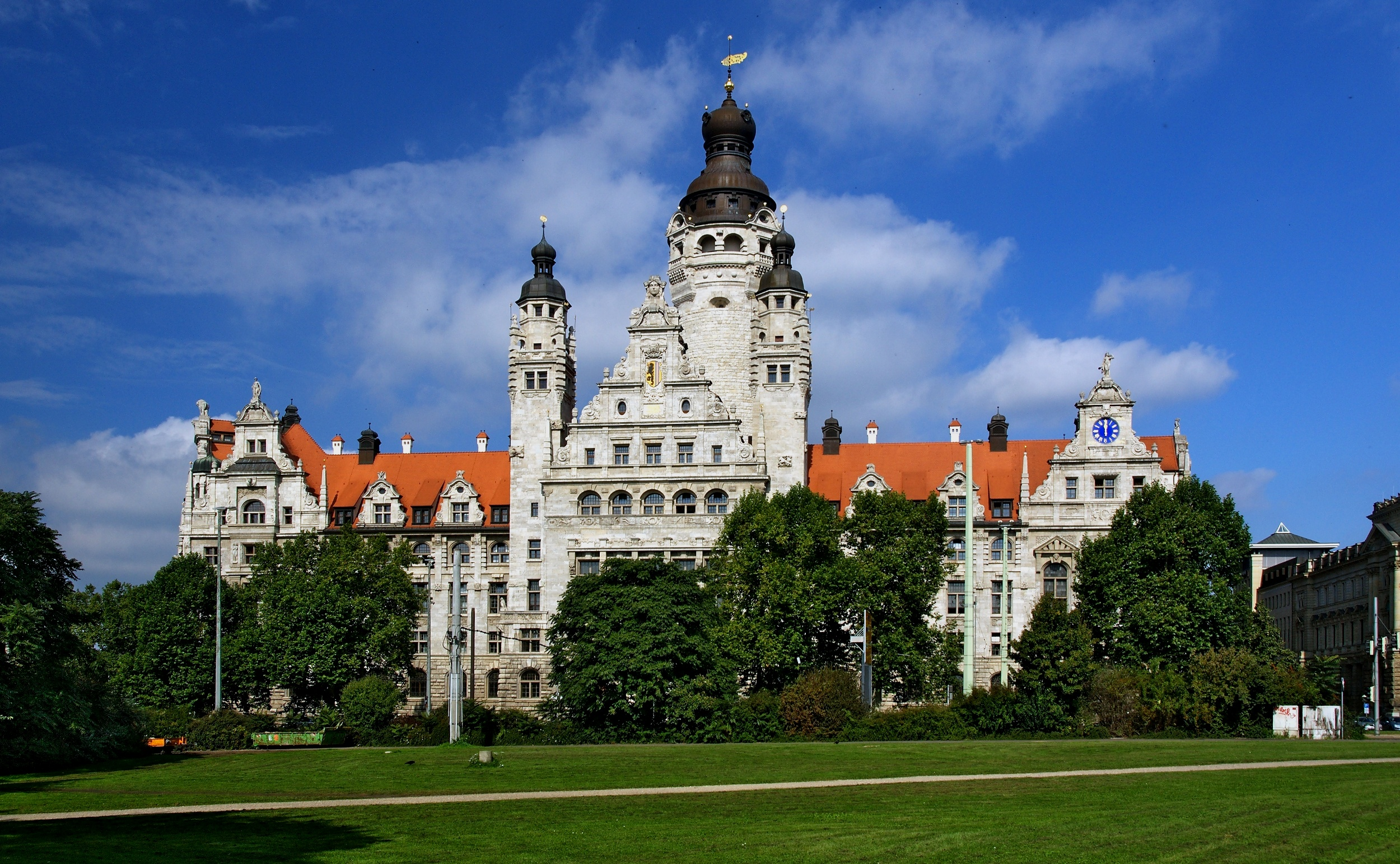
Nouvel hôtel de ville.

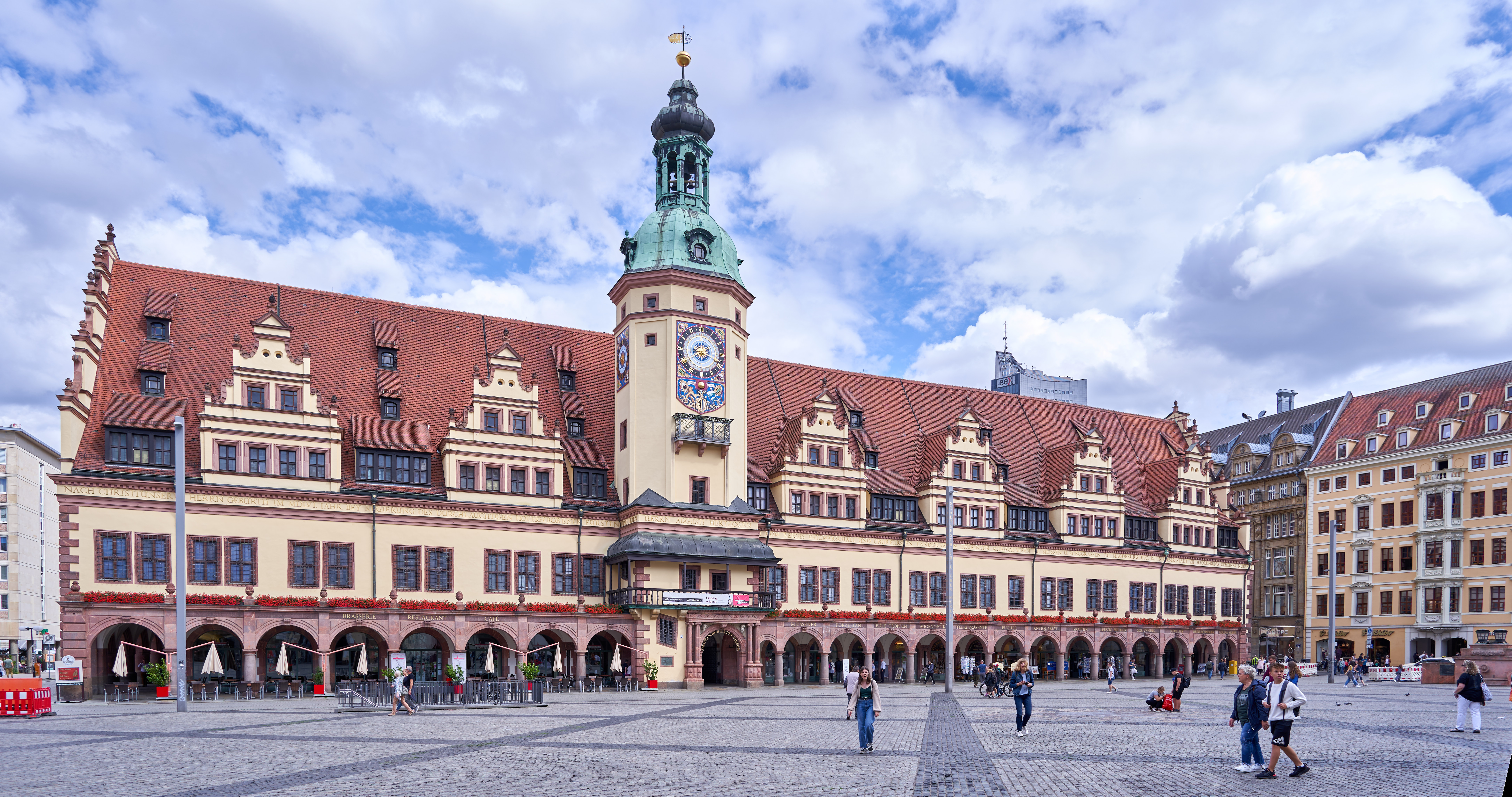
Ancien hôtel de ville, août 2023.

L'ancien hôtel de ville, l'Altes Rathaus sur la place du marché, de style Renaissance allemande, érigé en 1556-1557 dans un temps record (9 mois) par Hieronymus Lotter, architecte et maire de la ville. L'asymétrie qu'il présente (de par sa tour) en fait pour l'époque un bâtiment avant-gardiste. Il est bâti tout en longueur et orné d'une belle façade Renaissance.
'Hieronymus Lotter, de la famille des Lotter, était le maire mais aussi un architecte de Leipzig. Il fit construire également l'Ancienne Balance (Alte Waage) (1555) sur la place du marché, où, lors des foires de Leipzig, les produits soumis aux droits de douane étaient déclarés, et éventuellement pesés. Il est également l'architecte du bastion Maurice (Moritzbastei), un chef-d'œuvre réputé imprenable. Une réputation mise à mal lorsque les troupes suédoises s'emparèrent de la ville lors de la guerre de Trente Ans. Dans ses galeries remises à jour dans les années 1970 s'est installé un haut lieu de la vie étudiante de l'université voisine (soirées, concerts, expos, lectures…).
Le nouvel hôtel de ville (1905), le Neues Rathaus, du début du XXe siècle sur le site de l'ancienne forteresse le Pleissembourg. Sa tour, avec 114 mètres, est la plus haute tour d'hôtel de ville d'Allemagne. Il devait symboliser, en 1905, la puissance de la quatrième ville d'Allemagne.
La Mädlerpassage et des autres passages parcourent le vieux centre-ville parallèlement au réseau de rues et ruelles existantes comme un deuxième système de chemins privés réservés uniquement aux piétons.
La Vieille Bourse (1678-1687) sur la place Naschmarkt, dans un style baroque, abritait les réunions des marchands de Leipzig. Reconstruite après les bombardements de la Seconde Guerre mondiale, elle accueille aujourd'hui lectures, concerts, expositions.
Les maisons bourgeoises baroques : au coin des rues Brühl et Katharinenstrasse se situe la Romanushaus, autrefois maison bourgeoise, aujourd'hui abritant appartements et commerces, elle fut construite entre 1701 et 1703 par Johann Gregor Fuchs pour Franz Conrad Romanus (1671-1756), maire de Leipzig depuis 1701. Pour faire construire cette somptueuse maison baroque, il utilisa des fonds publics. Le scandale éclata, et Romanus fut condamné à 45 ans de prison.
Dans l'Empire allemand nouvellement fondé, Leipzig accueillit la plus haute instance juridique, le Reichsgericht, dans un palais érigé à la fin du XIXe siècle au sud-ouest du centre-ville. C'est dans cet édifice qu'eut lieu le procès de l'incendie du Reichstag. Aujourd'hui, il est le siège du Tribunal fédéral administratif, une des cinq hautes cours de justice de l'État fédéral.
L'Albertina abrite depuis 1891 la bibliothèque universitaire. Détruite par les bombardements (mais la grande majorité des volumes avait été déplacée), l'Albertina fut reconstruite dans les années 1990. Ce véritable palais consacré aux livres présente une architecture et une décoration intérieure étonnantes pour une bibliothèque universitaire.

### Architecture duXXesiècle

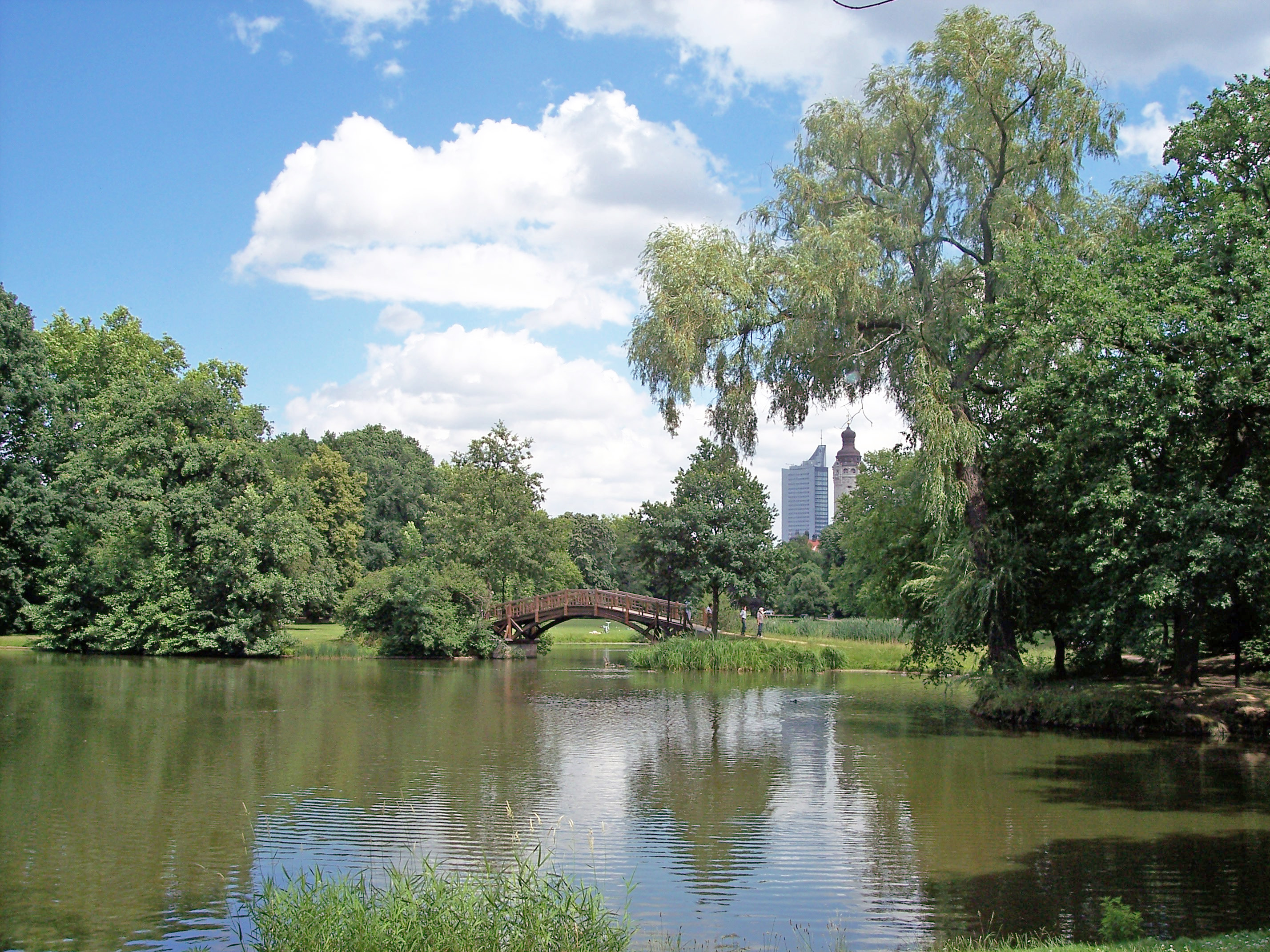
Johannapark.

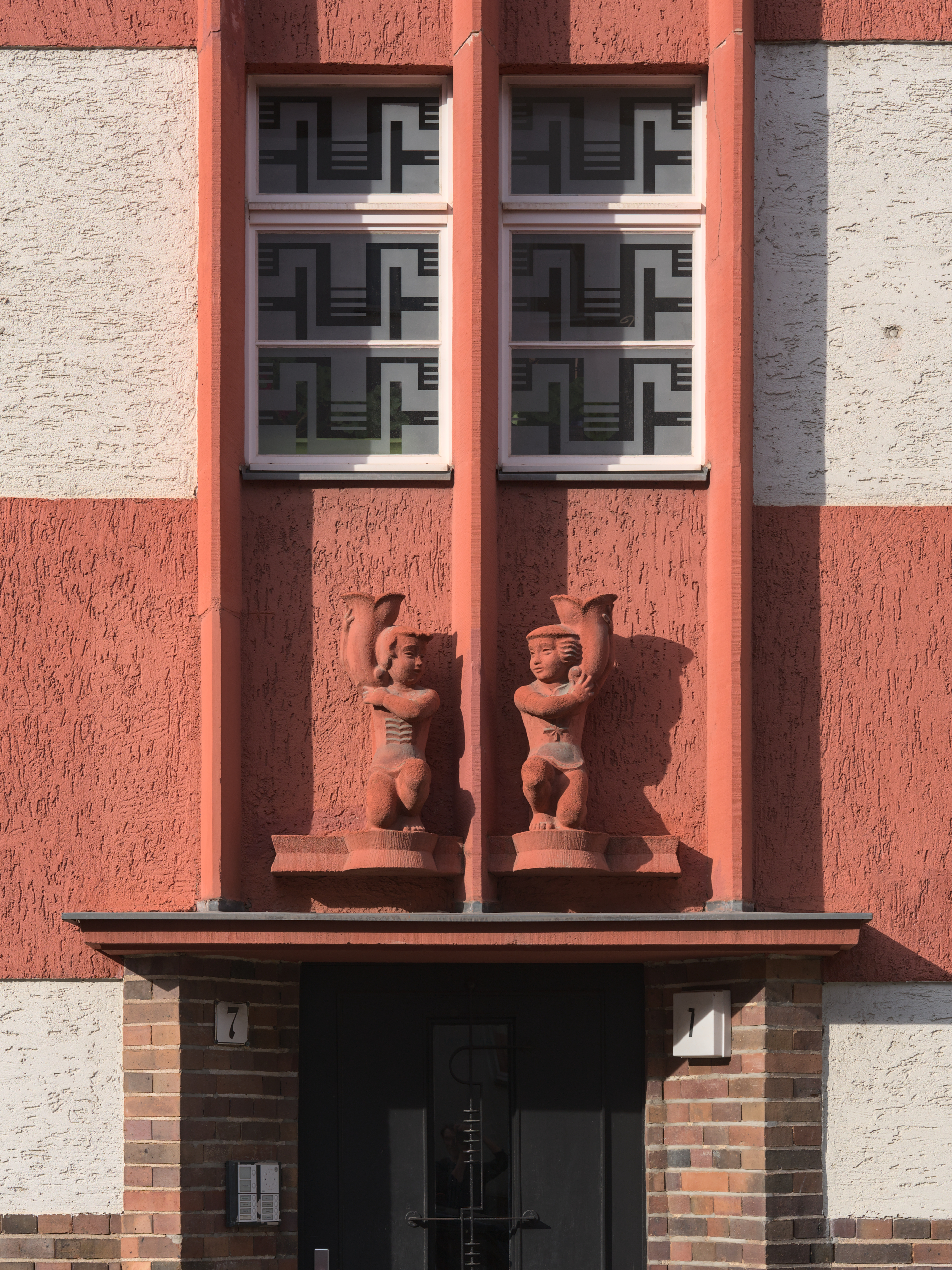
Entrée d'un habitat collectif des années 1930 d'architecture expressionniste dans le quartier Sellerhausen à Leipzig. Façade de plâtre avec des montants d'escalier soigneusement conçus et des fenêtres d'escalier enjolivées. Partie de l'entrée historiquement conservée avec la fenêtre de l'escalier et la conception de la façade de l'immeuble d'appartements n° 7 dans la Cunnersdorfer Straße. Le bâtiment fait partie d'un grand ensemble résidentiel. Photo avril 2023.

L'Augustusplatz (l'ancienne Karl-Marx-Platz) est une des places les plus vastes d'Allemagne (40 000 m2 c’est-à-dire plus que l'Alexanderplatz à Berlin). Située à l'extrémité est du centre-ville au Innenstadtring, elle n'était encore à l'époque moderne, qu'un simple terrain où patientaient parfois les marchands qui se rendaient aux foires de Leipzig en entrant par la porte de Grimma. C'est aujourd'hui une place centrale par les institutions qui la bordent (université, poste, opéra, orchestre du Gewandhaus…) et en tant que nœud de communication (parking souterrain, boulevard, lignes de tramway).
Nommée ainsi en l'honneur d'Auguste le Fort, elle était appelée la Karl-Marx Platz sous le régime de la RDA qui voulait en faire une vitrine régionale du régime. Les autorités décident de ne pas reconstruire les bâtiments à l'identique comme ce fut le cas pour le forum de Berlin (Université - Opéra - Bibliothèque) et à Dresde (Opéra Semper - Zwinger) ; et même de faire sauter l'église Saint-Paul (église de l'université) où Jean-Sébastien Bach jouait de l'orgue. C'est pourquoi, mis à part le Krochhochhaus (antérieur), les bâtiments présentent encore la marque de l'architecture socialiste. Elle a fait l'objet d'une rénovation complète.
Le Krochhochhaus, érigé en 1928, était le bâtiment le plus haut de la région jusque l'Europahaus était achevé en 1930. Si bien qu'en 1927, de nombreuses voix s'élevèrent contre la construction de ce « gratte-ciel ». Pour les quatre derniers étages, l'architecte n'eut le droit que d'ériger la façade, en attendant que leur utilité fût prouvée. Le Krochhochhaus est couronné d'une cloche que martèlent les deux sonneurs (selon le modèle de celle de la place Saint-Marc de Venise). La tour est  nommée ainsi d'après le banquier Hans Kroch qui en avait fait la commande.
La tour de la ville (anciennement tour de l'université, aujourd’hui : City-Hochhaus). Composante de l'université, elle accueillait les séminaires de différentes facultés. Il s'agit aujourd'hui d'une tour de bureaux, bien intégrée à la silhouette de la ville. Du dernier étage (où se trouve un restaurant) on accède à la terrasse qui offre la meilleure vue sur le centre de Leipzig. On la désigne souvent à tort comme le siège de la MDR à cause du logo qui en coiffe le sommet.
L'opéra construit de 1956 à 1960 à l'emplacement même de l'opéra détruit par les bombardements alliés. L'édifice se veut alors un trait d'union entre la tradition et le moderne, et est considéré aujourd'hui comme un exemple de l'architecture est-allemande de son temps.
Le Nouveau Gewandhaus, élevé en 1981, face à l'opéra, à la place de l'ancien musée, abrite une institution musicale allemande : l'orchestre homonyme (voir à ce nom). Le bâtiment résolument moderne du Gewandhaus resplendit surtout les soirs de concert quand, illuminé, il dévoile aux passants, à travers son front vitré, l'immense fresque intérieure.
L'université aujourd'hui et demain : le site central de l'université était l'objet d'importants travaux. En 2017, était inaugurés les nouveaux bâtiments ; une nouvelle Mensa (restaurant universitaire), les bâtiments abritant les amphis ont été entièrement repensés, et les nouveaux bâtiments donnant sur l'Augustusplatz offrent aux passants une étonnante façade. Un nouveau bâtiment reprend aussi les dimensions de l'ancienne église Saint-Paul, l'église de l'université dynamitée en 1968 sur décision de Walter Ulbricht. La reconstruction de cette église était une question polémique qui a alimenté les débats. Le projet architectural est désormais définitif : les dimensions du bâtiment et sa façade évoquent celles d'une église. Depuis, la polémique a porté sur la décoration intérieure : doit-on y réinstaller les sculptures, objets sacrés qui ont été sauvés en 1968 ? La structure intérieure du bâtiment doit-elle être dominée par des colonnes et nefs ? Les colonnes se « dématérialisent », elles sont composées, du plafond au sol, de pierre, puis de verre, et enfin de lumière ; ses détracteurs les ont surnommées les « stalactites ».
La gare centrale de Leipzig érigée en 1915 avec son immense hall transversal de 267 m de long sur 32 m de large et ses deux halls d'entrée. Fort délabrée depuis la Seconde Guerre mondiale, elle a été restaurée à partir de 1995. En l'espace de deux ans, les halls ont été restaurés et un complexe commercial de 30 000 m2 a vu le jour sur trois niveaux.
Le Wintergartenhochhaus en diagonale en face de la gare centrale était avec 95,5 mètres de hauteur de construction pure le plus haut immeuble résidentiel de la République démocratique allemande.

### Infrastructures et bâtiments industriels
- Le portique de la gare bavaroise.
- Les bâtiments industriels de Plagwitz.

### Monuments

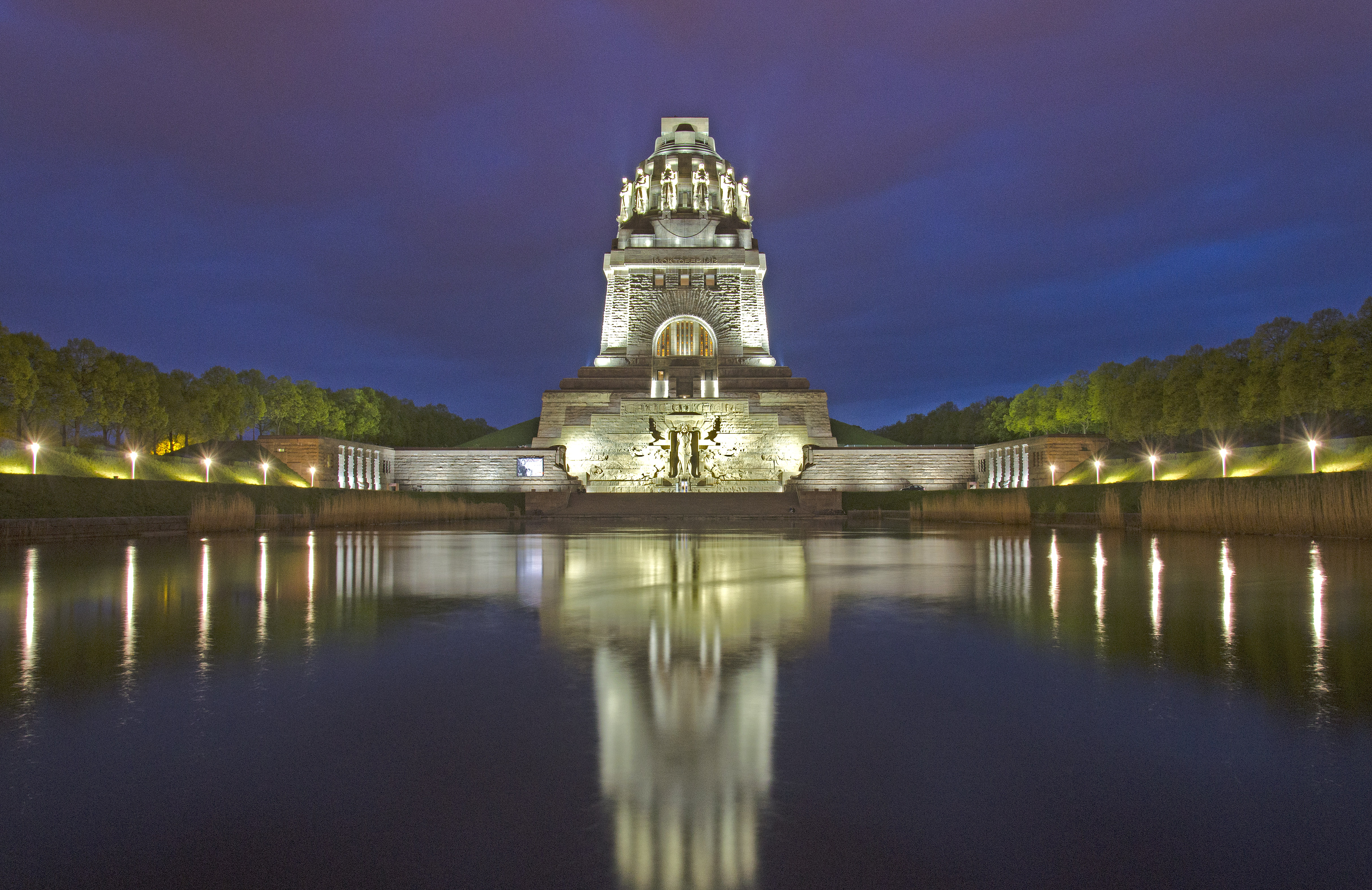
Mémorial de la Bataille des nations.

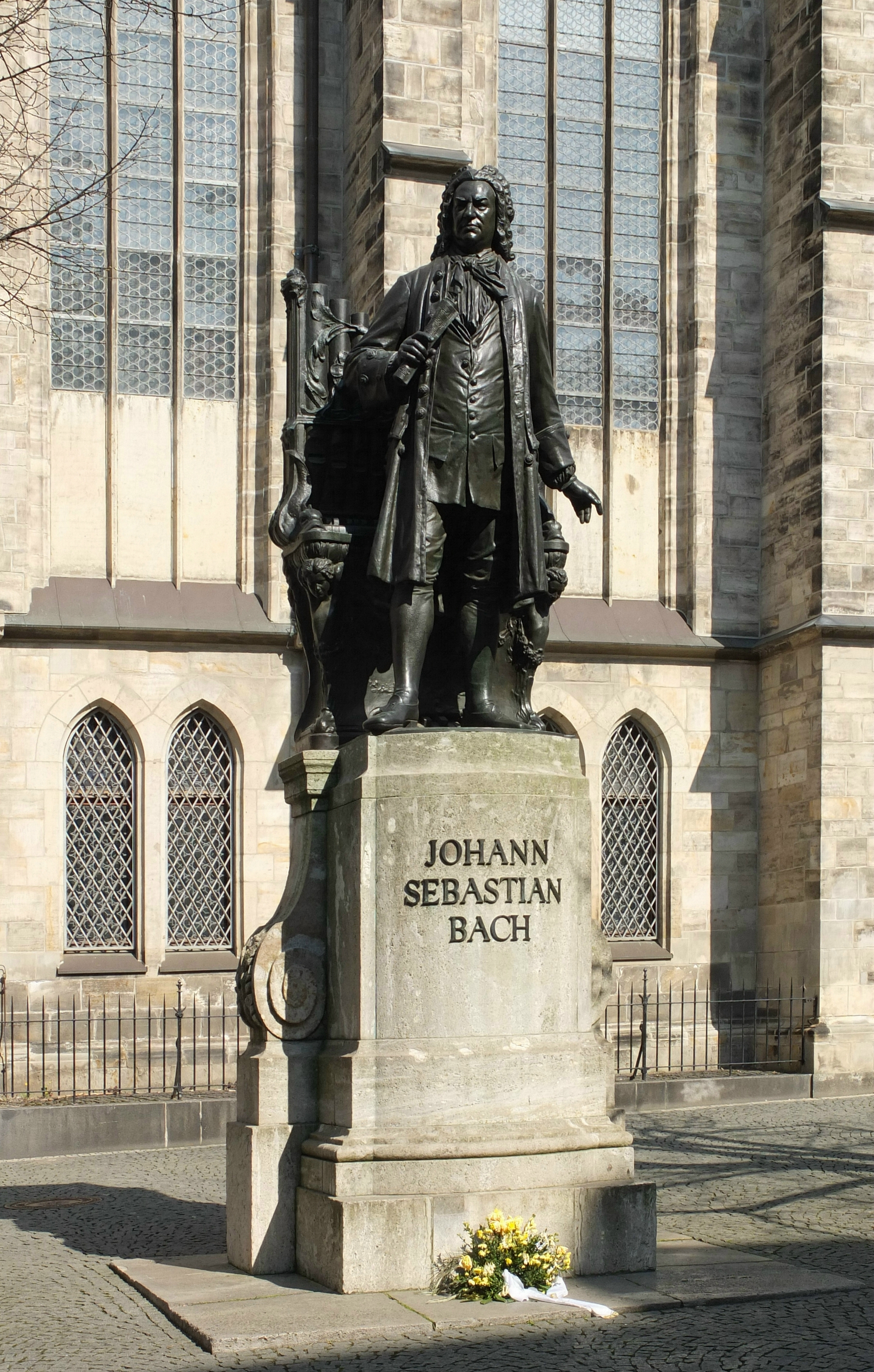
Le Nouveau monument de Bach.

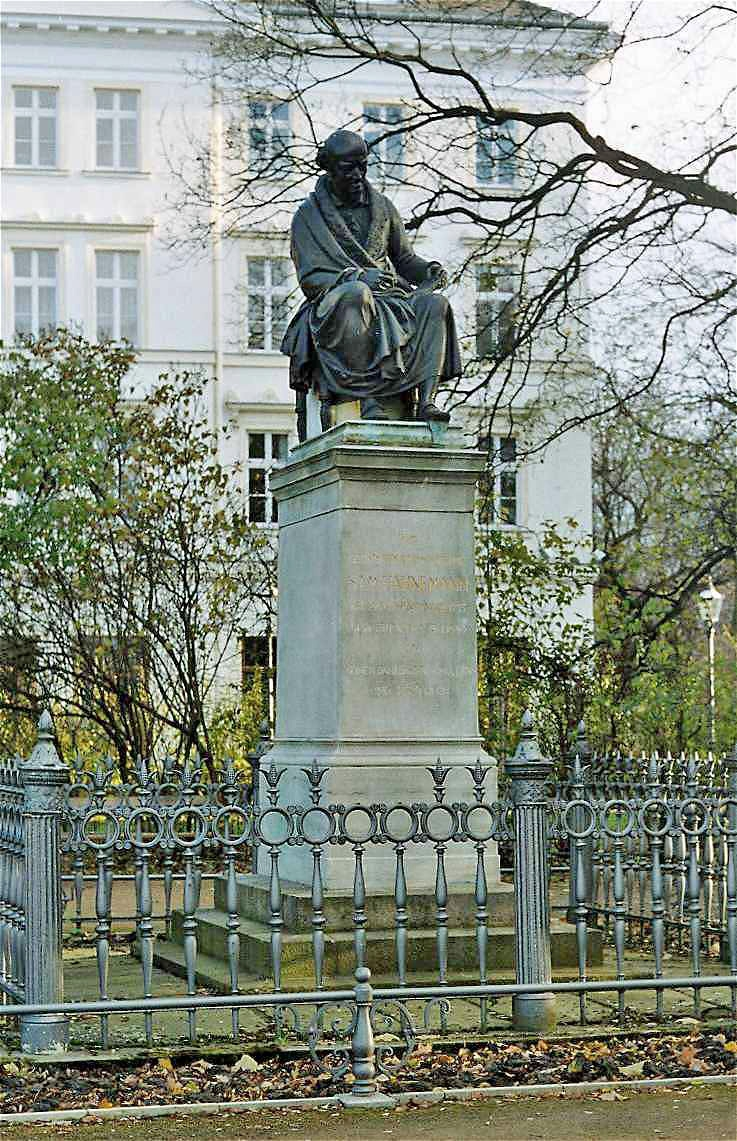
Statue de Hahnemann à Leipzig.

Le Monument à la Bataille des Nations (Völkerschlachtdenkmal) au sud-est de la ville commémore cette bataille. Ce monument colossal fut utilisé à des fins idéologiques tour à tour par les nazis (lieu d'une grande victoire du peuple allemand, les nazis y ont organisé des démonstrations visuelles) et par le régime du SED (idéal du rapprochement avec la Russie, de l'amitié germano-soviétique). En 2013, pour son centenaire, le monument aura perdu la noirceur de sa façade : une vaste opération de nettoyage au laser a commencé en juillet 2005.
Le Nouveau monument dédié à Jean-Sébastien Bach érigé en 1908 près de l'église saint-Thomas. Sur un socle de 3,20 m, la statue de bronze de 2,45 m représente le maître et son orgue.
Le Goerdelerdenkmal, le monument à Goerdeler, maire de Leipzig et Résistant, exécuté en 1945 par les autorités du Reich. Ce monument situé à proximité du Nouvel hôtel de ville est un puits de cinq mètres, an fond duquel se trouve une cloche qui sonne plusieurs fois par jour. La nuit, une colonne de lumière jaillit du puits.
Sur le Naschmarkt, la place située derrière l’Ancien hôtel de ville, et devant la Vieille Bourse, on peut admirer le monument dédié à Goethe, statue de bronze sur un socle de granit, dévoilé en 1903, il rappelle que Goethe fut étudiant à Leipzig.
Près de Goerdelerring, au nord-ouest du centre-ville, se trouve une statue de Samuel Hahnemann, fondateur de l'homéopathie. Hahnemann a étudié la médecine à Leipzig, et c'est aussi dans cette ville qu'il forma ses premiers disciples.
Aussi près de Goerdelerring a été inauguré en 2013 à l'occasion de son 200e anniversaire un monument à Richard Wagner (1813-1883). Il a été créé par Stephan Balkenhol (* 1957) sur la base conçue par Max Klinger (1857-1920) il y a 100 ans.
Sur l'Augustusplatz, une installation appelée cloche de la démocratie a été inaugurée à l'occasion du 20e anniversaire de la manifestation du lundi en 9 octobre 1989, soit le 9 octobre 2009.

## Sport et loisirs
Leipzig a organisé à deux reprises les championnats du monde de cyclisme sur route en 1934 et 1960.
En 2003, Leipzig est désignée par le Comité olympique allemand (voir Deutscher Olympischer Sportbund) pour être la ville candidate à l'organisation des Jeux olympiques d'été de 2012, devant Hambourg, Francfort-sur-le-Main, Stuttgart, et Düsseldorf. Toutefois Leipzig ne fait pas partie des cinq villes finalistes retenues par le Comité international olympique. Elle accueille les olympiades des métiers en 2013.
En 2006, le Zentralstadion accueille plusieurs matchs de la Coupe du monde de football.
La ville accueille les championnats du monde d'escrime en 2005 et 2017, ainsi que les championnats d'Europe en 2010.
En 2025, Leipzig accepte d'organiser les championnats d'Europe de gymnastique artistique qui devaient se dérouler à Tel Aviv en Israël, mais en raison du conflit entre Israël et Gaza, la Fédération européenne a choisi de relocaliser la compétition.

### Équipements collectifs
2004, inauguration du Zentralstadion sur le site de l'ancien stade central qui avait une capacité de 100 000 spectateurs. Le nouveau à une capacité de 45 000 places assises couvertes.
2002, inauguration de l'Arena Leipzig, salle omnisports.
En outre, Leipzig compte plus de 400 centres sportifs (23 piscines et 14 complexes de sports aquatiques, 128 salles de sport, 4 stades, plusieurs trajets d'inlineskate, 71 terrains de sport...), 300 clubs sportifs, un lycée et une faculté de sciences sportives.

### Sports collectifs
La ville compte plusieurs clubs de football. On peut notamment citer le Lokomotive Leipzig, finaliste de la Coupe d'Europe des vainqueurs de coupe de football en 1987 et trois fois champion d'Allemagne, ainsi que le Sachsen Leipzig qui évolue en quatrième division. En 2009, le groupe Red Bull fonde le club du RB Leipzig qui évolue actuellement[Quand ?] en Bundesliga.
Dans les autres sports, Leipzig est représenté par la section handball du SC DHfK Leipzig chez les hommes et était, avant que le club ne fasse faillite, également par le Handball-Club Leipzig chez les femmes, cette dernière formation est particulièrement bien titrée avec deux Coupe des clubs champions.

## Personnalités
- Gottfried Wilhelm Leibniz, philosophe, scientifique, mathématicien, diplomate, bibliothécaire et homme de loi allemand, est né à Leipzig en 1646.
- Christoph Wolle, théologien, évangéliste et écrivain allemand de confession luthérienne, né à Leipzig en 1700.
- Johann Heinrich Mylius der Jüngere, juriste allemand (1710-1733).
- Jean-Sébastien Bach y vécut de 1723 à sa mort en 1750. Son corps repose dans l'église Saint-Thomas.
- Friedrich Boerner (1723-1761), médecin et écrivain.
- Johann Samuel Traugott Gehler (1751-1795), physicien et juriste allemand.
- Goethe y séjourna pour ses études de 1764 à 1767.
- Gottfried Hermann (1772-1848), philologue, y naquit et mourut.
- Ernst Friedrich Karl Rosenmüller (1768-1835), professeur de langues orientales à l'université de Leipzig et conservateur de la bibliothèque.
- Gottlob Heinrich Adolph Wagner (1774-1835), historien de la littérature, dramaturge, traducteur et écrivain.
- Adolf Heinrich Schletter (1793-1853), marchand de soieries, consul et mécène.
- Julius Schnorr von Carolsfeld (1794-1872), peintre du mouvement nazaréen.
- Félix Mendelssohn (1809-1847), compositeur allemand, y a résidé et a créé l'École supérieure de musique (le conservatoire).
- Robert Schumann (1810-1856) et sa femme Clara Wieck (1819-1896), compositeurs et pianistes allemands, y passèrent leur première année de mariage.
- Richard Wagner, compositeur allemand du XIXe siècle, naquit à Leipzig en 1813, puis y étudia la musique.
- Bertha Beckmann (1815-1901), y exerça son activité de photographe.
- Louise Otto-Peters (1819-1895), écrivaine et militante féministe.
- Karl Heine (1819-1888), avocat, grand entrepreneur et pionnier industriel qui a façonné le visage de ce qui sont aujourd'hui les arrondissements ouest de Leipzig.
- Wilhelm Wundt (1832-1920) fonde en 1879 à Leipzig le premier laboratoire de psychologie expérimentale.
- Fedor Flinzer (1832–1911), peintre, graveur et illustrateur allemand, mort en Leipzig.
- Auguste Schmidt (1833-1902), éducatrice et militante féministe.
- Edvard Grieg (1843-1907), compositeur norvégien, fit ses études au conservatoire, de 1858 à 1862.
- Adolf Bleichert (1845-1901) fonde en 1876 sa société de fabrication de téléphériques, la Adolf Bleichert & Co..
- Karl Liebknecht (1871-1919) homme politique et révolutionnaire communiste, né à Leipzig en 1871, fils de Wilhelm Liebknecht (1826-1900).
- Max Reger (1873-1916), professeur de composition au conservatoire de Leipzig (1907).
- Gertrud Kleinhempel (1875-1948), designeuse, y est née
- Anna Götze (1875-1958), anarchiste et résistante allemande.
- Constanze Hallgarten (1881-1969), militante féministe et pacifiste, y est née.
- Alfred Thiele (1886-1957), sculpteur, né et mort à Leipzig.
- Hubert Ritter (1886-1967), agent d'urbanisme à Leipzig 1924-1930.
- Margarete Kühn (1888-1977), designeuse cofondatrice de Wendt & Kühn
- Agnes Hildegard Sjöberg (1888 - 1964), vétérinaire finlandaise, y a vécu en 1918.
- Walter Ulbricht, homme politique et président du Conseil d'État de la RDA, y est né le 30 juin 1893.
- Karl Meyer (1894-1917) as de l'aviation allemande de la Première Guerre mondiale, y est mort.
- Hans Hartung est un peintre français né à Leipzig (1904-1989).
- Luz Long (1913-1943), athlète spécialiste du saut en longueur.
- Irma Baltuttis (1920-1958), chanteuse allemande.
- Gert Ledig (1921-1999), écrivain allemande.
- Friedrich Seger, homme politique allemand, y est mort le 29 avril 1928.
- Michael Heubach (1950-) est un musicien et compositeur de rock allemand.
- Angela Merkel, femme politique allemande, Chancelière fédérale (CDU) a étudié la physique à l'université de Leipzig de 1973 à 1978.
- Kurt Masur fit ses études à Leipzig, dirigea de nombreux orchestres est-allemands dont le Gewandhaus de Leipzig (1970-1996) avant de devenir directeur musical de l'orchestre philharmonique de New York (1991-2002), puis premier chef de l'orchestre philharmonique de Londres (2000-2007). En 2002, il est nommé directeur musical de l'orchestre national de France.
- Neo Rauch, né le 18 avril 1960 à Leipzig (RDA), artiste contemporain, chef de file de « l'école de Leipzig », mouvement de peinture contemporaine figurative.
- Till Lindemann, né le 4 janvier 1963, chanteur du groupe Rammstein.
- Simone Thomalla, actrice, y est née en 1965.
- Aris Kalaizis, artiste contemporain, y est né en 1966.
- Les jumeaux Bill Kaulitz et Tom Kaulitz, nés le 1er septembre 1989, chanteur et guitariste du groupe Tokio Hotel.
- Wolfgang Tiefensee, maire de la ville de 1998 à 2005, ancien ministre fédéral des Transports, membre du SPD.
- Les membres du groupe Die Prinzen.
- Paul Kalkbrenner, artiste, compositeur de musique électronique.
- Depuis 1832, 82 personnalités ont reçu le titre de « citoyen d'honneur de la ville de Leipzig » (Das Ehrenbürgerrecht). Il a été retiré à 4 personnes dont Adolf Hitler et Walter Ulbricht.
- Werner Neumann, musicologue spécialiste de Jean-Sébastien Bach, y est décédé en 1991.
- Hans-Joachim Schulze, musicologue spécialiste de Jean-Sébastien Bach, y est né en 1934.
- Marie Branser, judokate, y est née en 1992.

## Spécialités de la ville
- Leipziger Lerchen, les alouettes de Leipzig, sont une spécialité de la ville que l'on trouve dans toutes les pâtisseries. Après que le roi de Saxe eut interdit, en 1876, la chasse de ces oiseaux dont la préparation contribua à la renommée gastronomique de la ville, les pâtissiers eurent l'idée de créer une nouvelle spécialité du même nom, faite de pâte brisée enveloppant de la pâte d'amandes.
- Les Bachtaler, petits palets au chocolat, à la pâte d'amandes et au biscuit tendre.
- Le rôti de porc ou les jarrets de porc avec les fameuses Klößen (boulettes un peu gélatineuses à base de pomme de terre appelées dans d'autres régions Knödel ou Thüringer Klösse).
- Säxsische Suppe, soupe de pommes de terre avec des morceaux de saucisse, typique de la région de la Saxe.
- La Gose, bière traditionnelle de Leipzig.